# 馬の毛色
馬の毛色（うまのけいろ）とは、馬の個体識別要素の一つで、体毛や肌の色、模様のことを指す。

## 概要
馬の毛色は複雑に見えるが、何れもユーメラニン（真正メラニン）とフェオメラニンの量と微細構造、メラニン細胞自体の数や分布によって表現される肌や毛の色にすぎない。
馬は自然界では肉食動物の標的にならないよう目立たない毛色が望ましく、目立つ毛色の馬は淘汰されてしまう関係にあった。しかし、馬の家畜化によって飼主となった人間が珍しい毛色の馬も珍重するようになり、馬が家畜化されるようになった6000年前頃から毛色の多様化がみられるようになった。
人は太古からこれらの中にいくつかのパターンを見出し、鹿毛、栗毛などと呼んできた。馬の個体識別に非常に有用であり、多くの場合血統登録時に記載が義務付けられる。

## 化学的性質
体毛の色はメラニンによるものである。メラニンには、黒色から茶褐色のユーメラニン（真性メラニン）と、赤褐色から黄色のフェオメラニンの2種類がある。色の濃淡はユーメラニンにより決定され、黄色み・赤みはフェオメラニンに左右される。つまりユーメラニンが多ければ毛色は黒色に近付き、フェオメラニンが多ければ暖色に近付く。フェオメラニンは赤褐色の色素であるが、濃度が低いと黄色や象牙色を呈する。つまり、体毛の黄色み・赤みは同一の色素によるものである。ほとんどの馬はこれらの2種類の色素を混合して持っている。
フェオメラニンはユーメラニンよりも化学的に安定しており、体毛が酸化された場合にはユーメラニンから先に破壊されていく。長毛の先の色が薄いのはこのためで、季節による体毛の僅かな変化もユーメラニンの分解による。

## 体色決定メカニズム

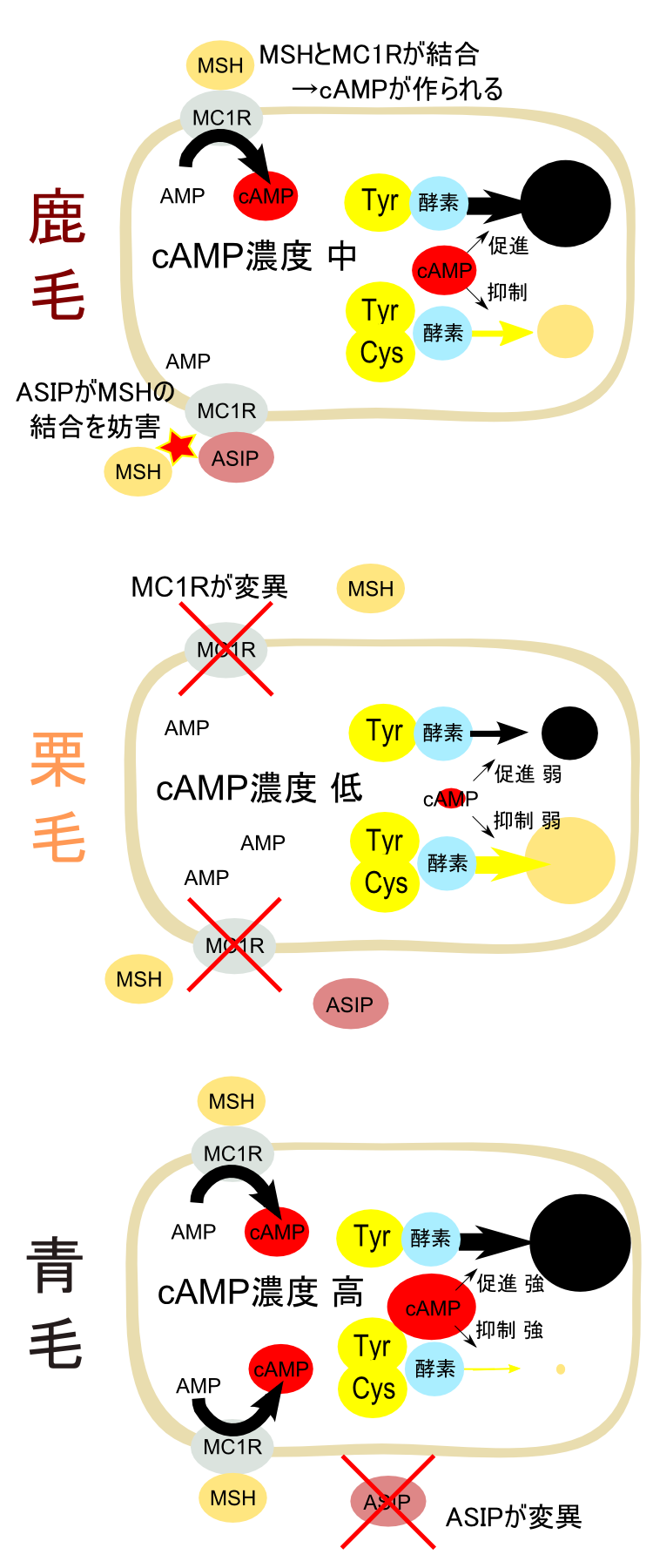
メラニン細胞中の各メラニン合成量の模式図（上から鹿毛、栗毛、青毛）

### メラニン合成の基本
メラニンを合成する細胞であるメラニン細胞は、アミノ酸の一つチロシンを出発物質とし、いくつかの段階を経てメラニンを合成している。メラニン合成の詳細は以下のとおりである。
まず、チロシンがチロシナーゼによって酸化され、ドーパ、ついでドーパにもチロシナーゼが作用しドーパキノンへと変化する。ドーパキノンは不安定な物質であり、自発的にドーパクロム、インドールキノンへと変化し、最終的にこれらが酸化重合しユーメラニンとなる。また、ドーパキノンはシステインと重合することで、システイニルドーパを経てフェオメラニンの合成にも使用される。
このメラニン合成の最終段階であるドーパキノンから2つのメラニンの合成量は、細胞内のcAMP（サイクリックAMP）濃度が深く関与する。途中の制御機構はかなり複雑だが、省略して簡単に説明すると、cAMP濃度が高いときユーメラニンの合成が増加し、フェオメラニンの合成は抑制される。逆にcAMP濃度が低下すればフェオメラニンの合成量が増加する。

### 毛色の決定
少なくとも数十の遺伝子が馬の毛色の決定に関わっている。このうちアグーチシグナリングタンパク（ASIP：agouti-signalingprotein）遺伝子、メラニン細胞刺激ホルモンレセプター（MC1R：melanocortin-1-receptor）遺伝子の2つについてはよく研究されている。
MC1Rは細胞内のcAMP濃度を調整することで間接的にメラニン合成に関与する。MC1Rにメラニン細胞刺激ホルモン（MSH：melanocyte-stimulating hormone）が結合することによってGタンパク質を経てアデニル酸シクラーゼが活性化、ATPからcAMPが合成され、最終的にユーメラニンの合成が促進される。
対して、ASIP濃度が高いとMSHとMC1Rの結合が阻害され、cAMPが合成量が低下する。よってフェオメラニンの合成へと傾く。なお、ここまでの過程は多くの動物で共通している。
馬の毛色のうち少なくとも鹿毛、青毛、栗毛を上記メカニズムで説明できる。野生型、つまりMC1R、MSH、ASIP何れもバランスが取れている場合、ユーメラニンとフェオメラニンが適度に合成され茶色っぽくなる。さらに馬のアグーチ遺伝子は四肢・長毛では転写量が低く制御されているため、これらの部位ではASIPが合成されずユーメラニン優位の黒色になる。この状態は鹿毛と呼ばれる。
また、仮にASIPの活性を欠く場合、MSHによりMC1Rが過剰に活性化され、全身ユーメラニンによる真っ黒になる。これは青毛と呼ばれる。一方、MC1Rが変異するなどして活性を失った場合、ユーメラニンよりもフェオメラニンの合成に傾き、栗のような色になる。同時に、MC1Rを欠くとASIPによる模様もつかないため、全身が一様に着色する。つまり栗毛となる。

### 毛色に関連する主な遺伝子
| KIT         | MATP      | STX17 | DUN   | MC1R  | ASIP        |                      |
| ----------- | --------- | ----- | ----- | ----- | ----------- | -------------------- |
| W / -       | ・        | ・    | ・    | ・    | ・          | 白毛                 |
| SB1 / SB1   | ・        | ・    | ・    | ・    | ・          | 白毛                 |
| w / w       | Ccr / Ccr | ・    | ・    | ・    | ・          | 佐目毛               |
| w / w       | C / -     | G / - | ・    | ・    | ・          | 芦毛                 |
| Rn/Rn, Rn/w | C / -     | g / g | ・    | ・    | ・          | （粕毛の要素を追加） |
| w / w       | C / Ccr   | g / g | ・    | E / - | ・          | 河原毛               |
| w / w       | C / Ccr   | g / g | ・    | e / e | ・          | 月毛                 |
| w / w       | C / C     | g / g | D / - | ・    | ・          | 薄墨毛               |
| w / w       | C / C     | g / g | d / d | E / - | A / -       | 鹿毛または黒鹿毛     |
| w / w       | C / C     | g / g | d / d | E / - | At/At, At/a | 青鹿毛               |
| w / w       | C / C     | g / g | d / d | E / - | a / a       | 青毛                 |
| w / w       | C / C     | g / g | d / d | e / e | ・          | 栗毛または栃栗毛     |

毛色に関連のある遺伝子をリストする。右図にぶち毛を除く主要な13の毛色と、その遺伝子型の関係を示す（何れも一部異説あり）。
- MC1R：3番染色体に存在するメラニン細胞刺激ホルモンレセプター（MC1R）をコードする遺伝子であり、鹿毛馬における色の濃さと模様に関連する。この受容体はMSHの指示を受け取りアデニル酸シクラーゼを活性化、ユーメラニンの合成を促進する。結果黒っぽい色になる。表中ではEが野生型である。野生型の他に馬ではS83F変異型（表中ではeと表記）が知られている。S83Fは機能上の問題によりcAMPが合成されず、フェオメラニンの合成が促進され、結果赤っぽい毛色になる。
- ASIP：22番染色体に存在するアグーチシグナルタンパク（ASIP）をコードする遺伝子であり、鹿毛/青毛に関連する。ASIPはMSHを拮抗阻害し、MC1Rの働きを抑えるとともに体に模様をつける。表中ではAが鹿毛遺伝子、aが青毛遺伝子である。このほか、モウコノウマの野生型（A+）や、青鹿毛を発現する変異型も想定されている（At）。A+>A>At>aの順に優性である。
- KIT：3番染色体にコードされている幹細胞の分化に関与する遺伝子である。体幹部神経堤からのメラニン細胞の分化と移動に関与する機構が毛色に関連していると思われる。幾つかの変異が知られており、これらはブチ毛や白毛を誘発する。なお、白毛遺伝子をホモで持つと発生段階で死亡すると言われているが、これを否定する研究もある。何れにせよ、白毛遺伝子が特定されたのは2007年とごく最近であり、変異型も多岐に及ぶ（白毛遺伝子だけで少なくとも10種以上存在する）ため、未解明な部分が多い。
- MATP：21番染色体に存在する膜関連輸送タンパク質遺伝子の一つ。佐目毛、河原毛、月毛に関連する。メラニン合成におけるMATPの働きは不明であるが、変位すると色素異常を引き起こす。通常の野生型（C）の他に、馬ではG457A変異型（Ccr）が知られており、この変異型を持つ個体は体色が薄くなる。不完全優性遺伝子でありその働きはヘテロよりもホモの方が強い。なお、ヒトにおけるMATPの変異は眼皮膚白皮症IV型（アルビノ）を誘発する。佐目毛、河原毛、月毛がサラブレッドで出ないのは、遺伝子集団内にこの変異遺伝子を持たないことによる。
- STX17：膜貫通受容体であり、メラニン細胞の分化と輸送に関連するとされる。芦毛発生のメカニズムは長く不明であったが、2008年にスウェーデンの研究者らによって、25番染色体に存在するSTX17の変異が芦毛の原因になることが解明された。ただし、実際に変異が生じているのはエキソンではなく、イントロンであり（正確には第6イントロンの繰り返し配列4600塩基が重複している）、詳細な機能は分かっていない。おそらくメラニン細胞の分化が異常に亢進、このため皮膚のメラニン細胞密度が高くなり黒く着色するとともに、毛根のメラニン細胞の幹細胞が早期に枯渇し、加齢とともに体毛が白くなっていくと言われている。表中ではgが野生型、芦毛を引き起こす変異型をGと表現する。

表の見方
優性・劣性どちらの遺伝子が入っても、発現する毛色に影響を与えない場合は"-"で表している。"・"は、この遺伝子の働きが他の遺伝子によって抑えられる、あるいは隠されることを示す。

## 毛色の種類と特徴

### 遺伝子診断による分類
遺伝子型判定では栗毛系、鹿毛系、青毛、芦毛の識別方法は確立されており遺伝子診断で可能である。

### 「馬の毛色及び特徴記載要領」による分類

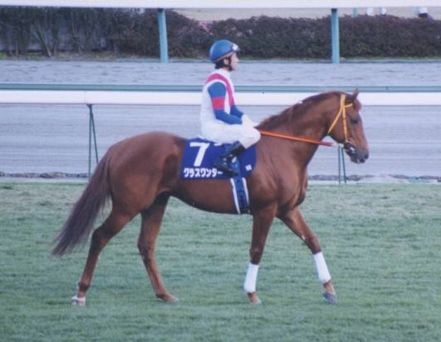
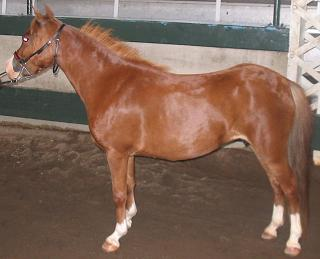
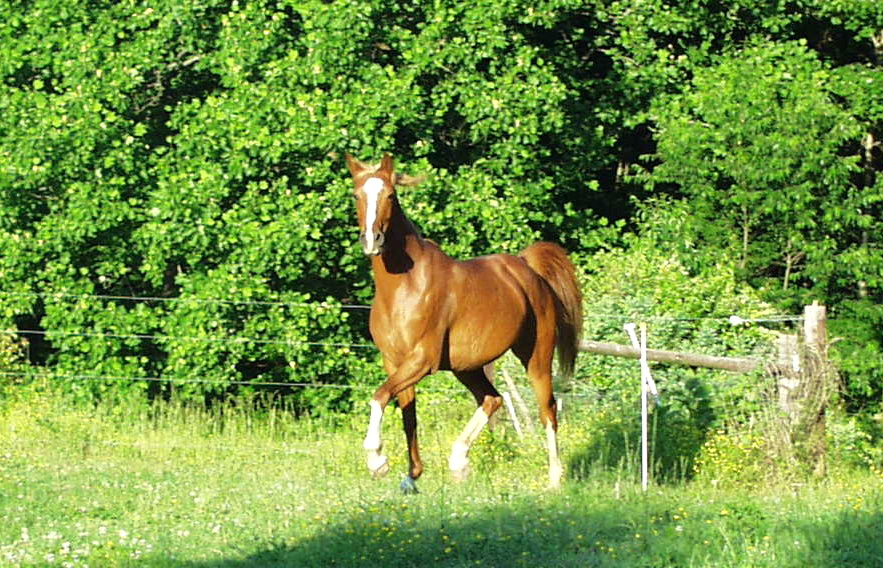
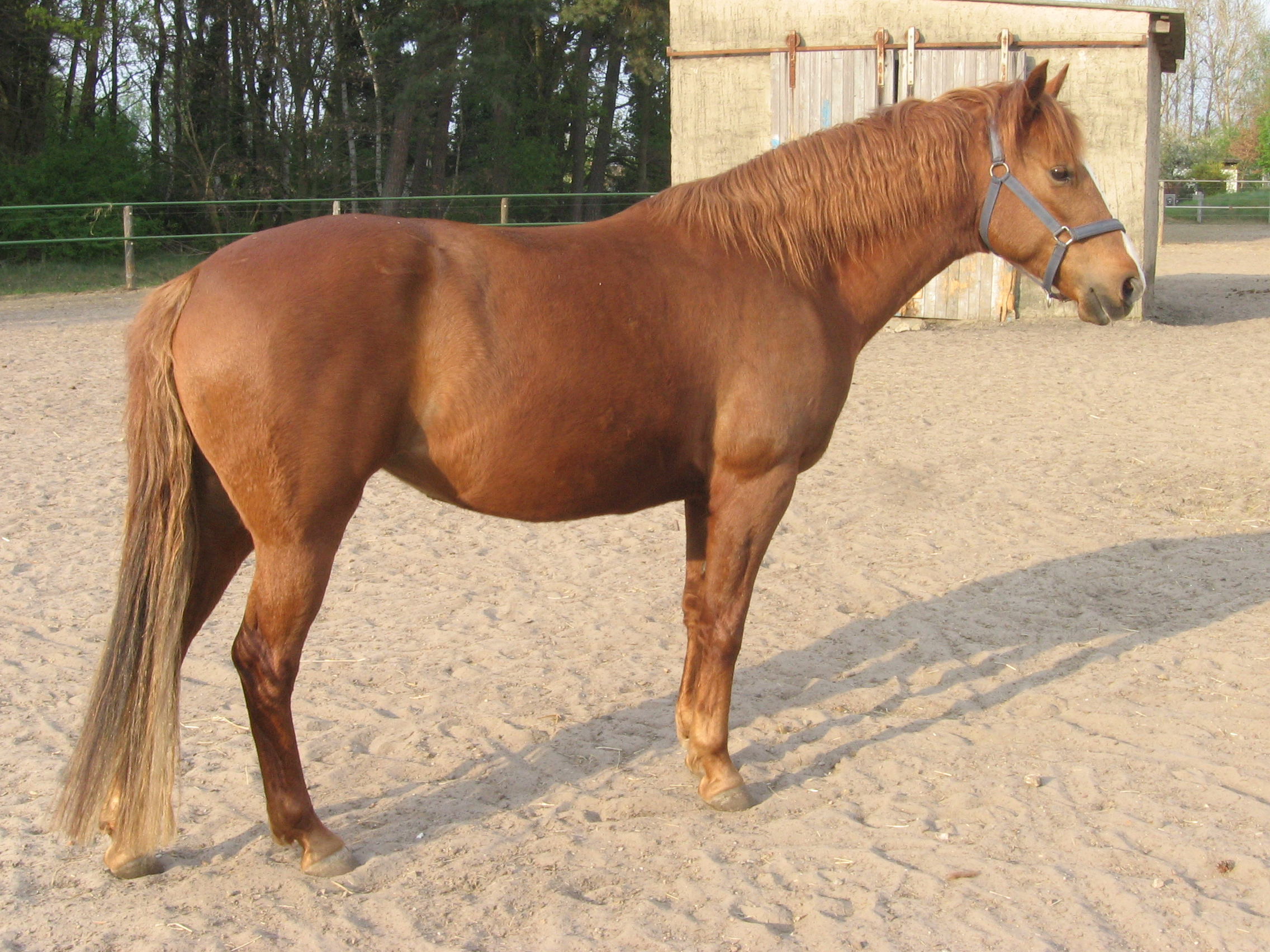

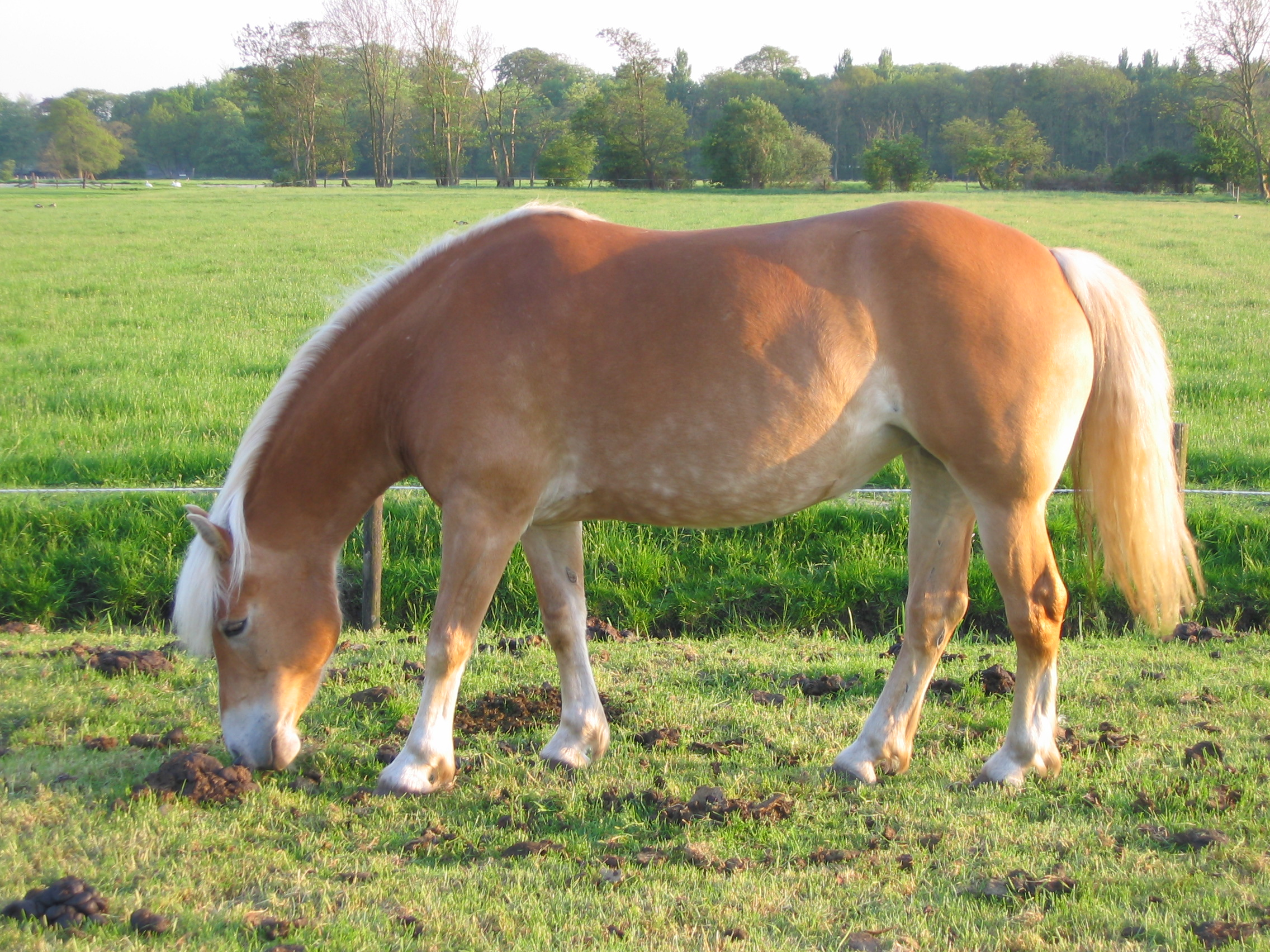
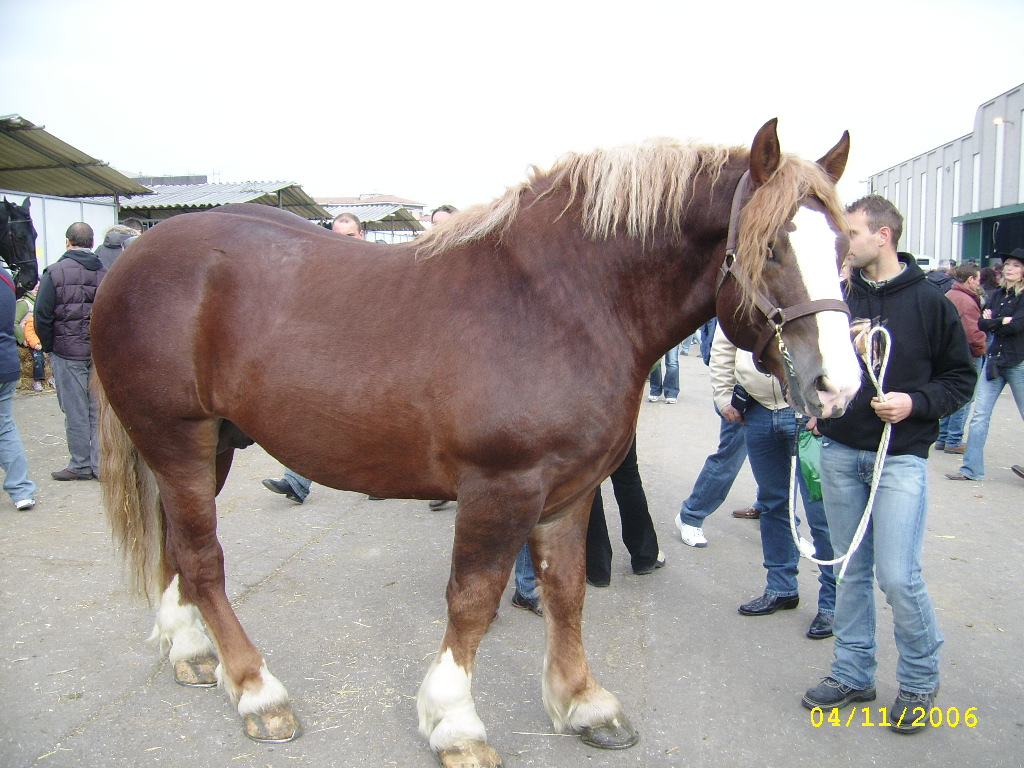
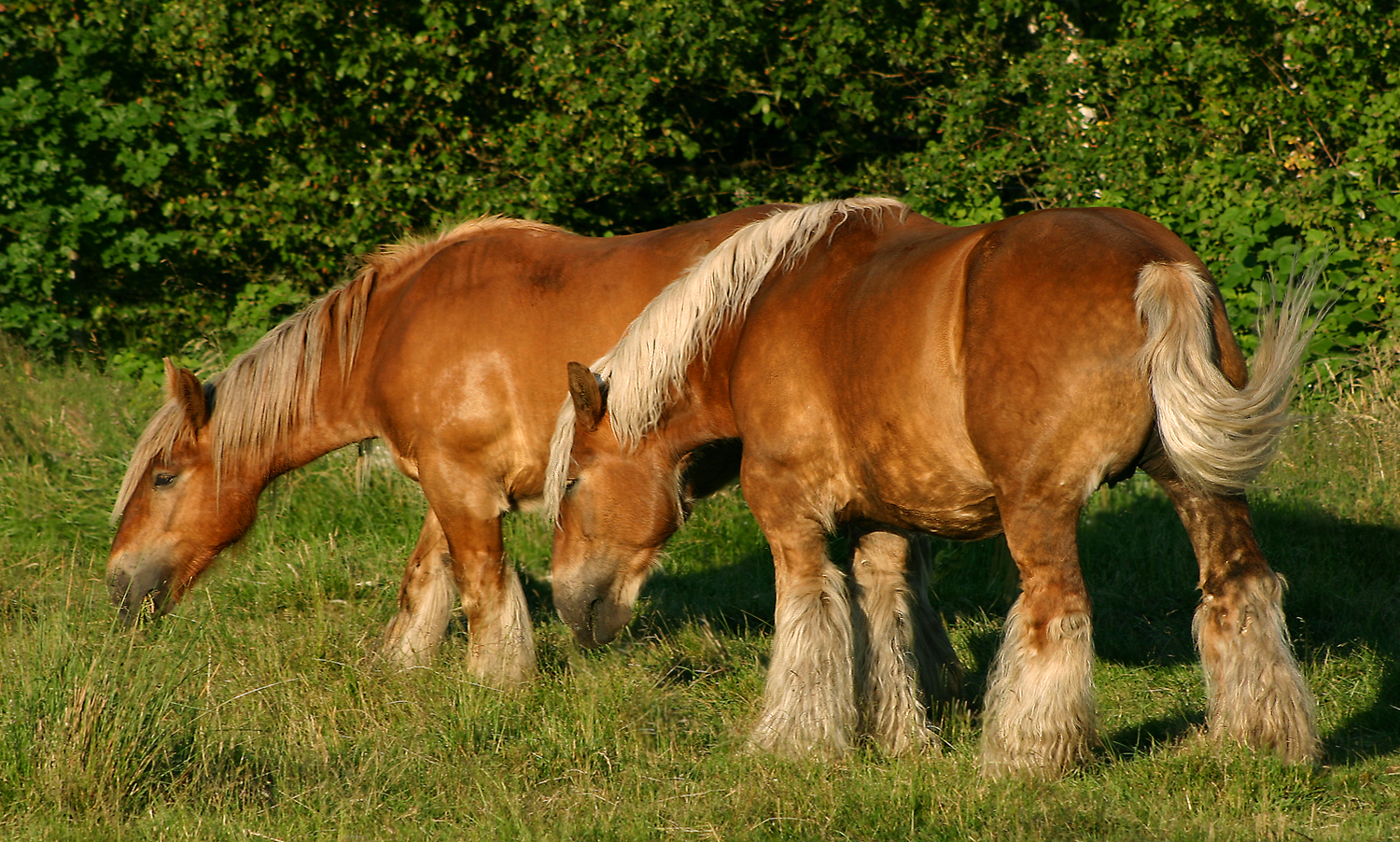
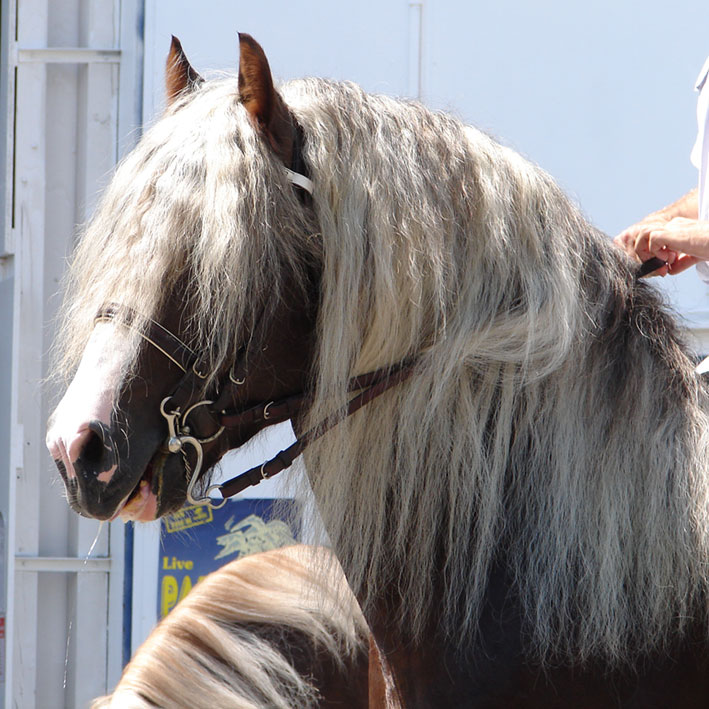

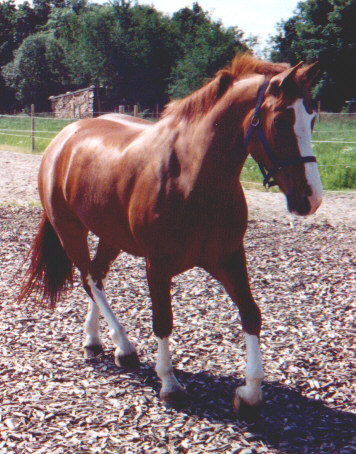
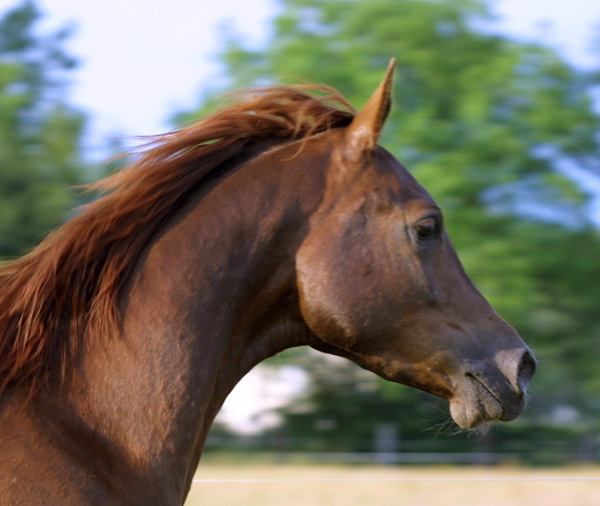
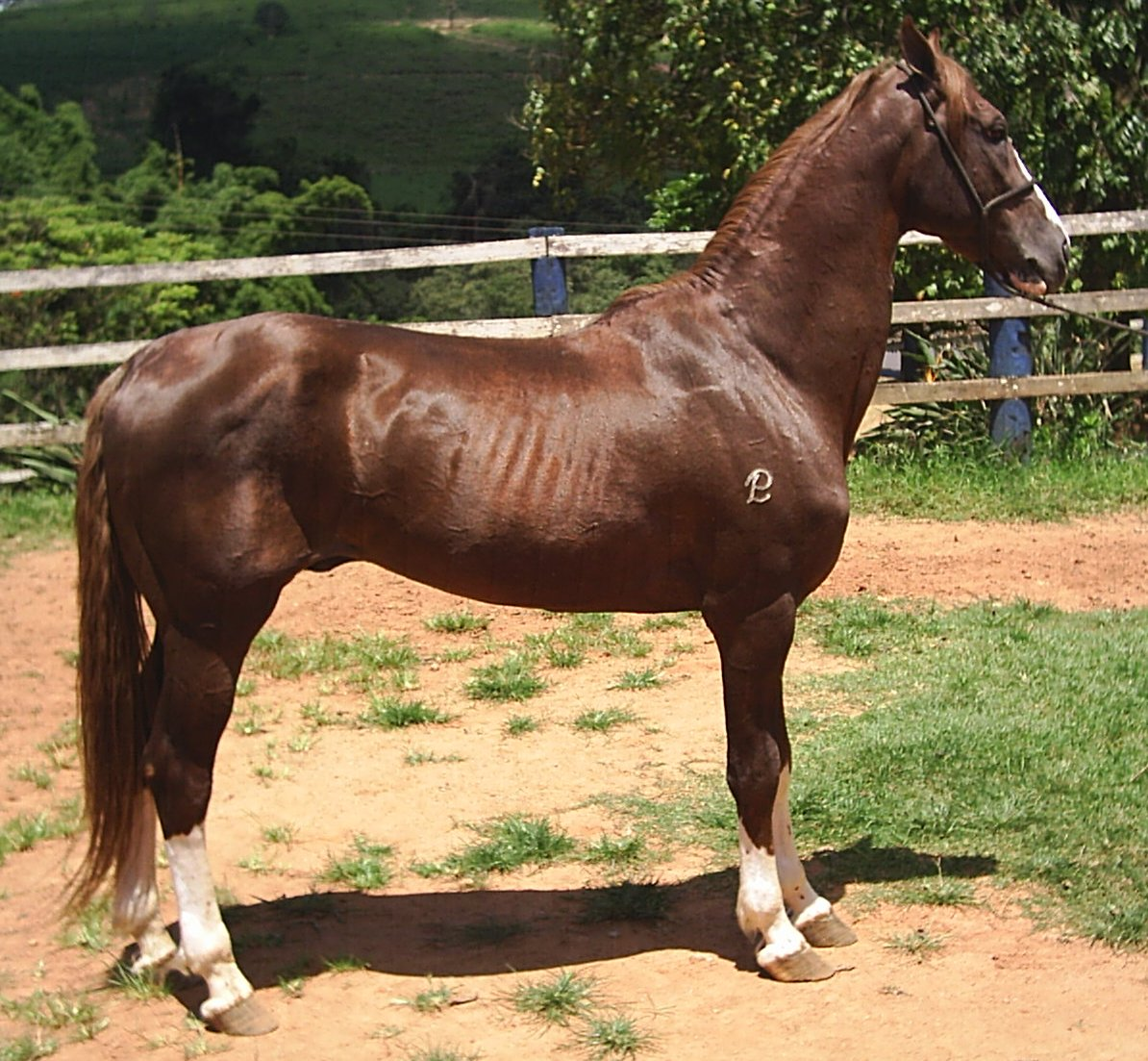
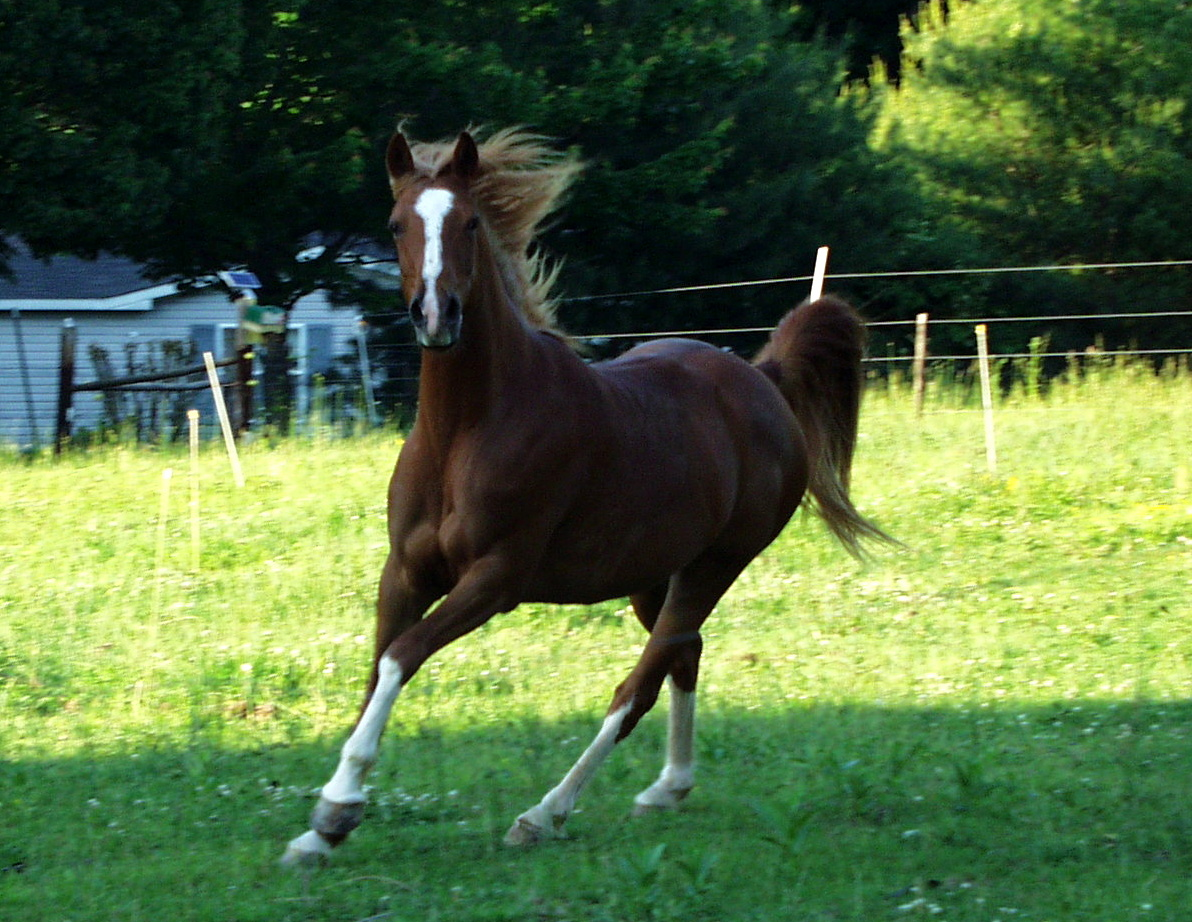

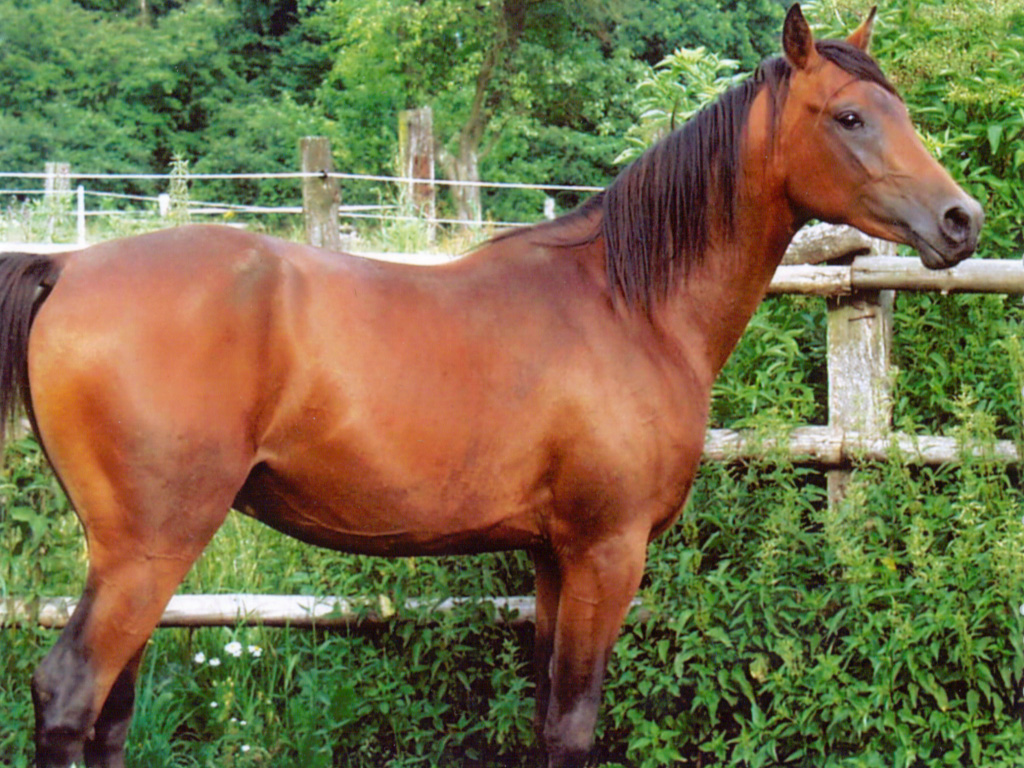
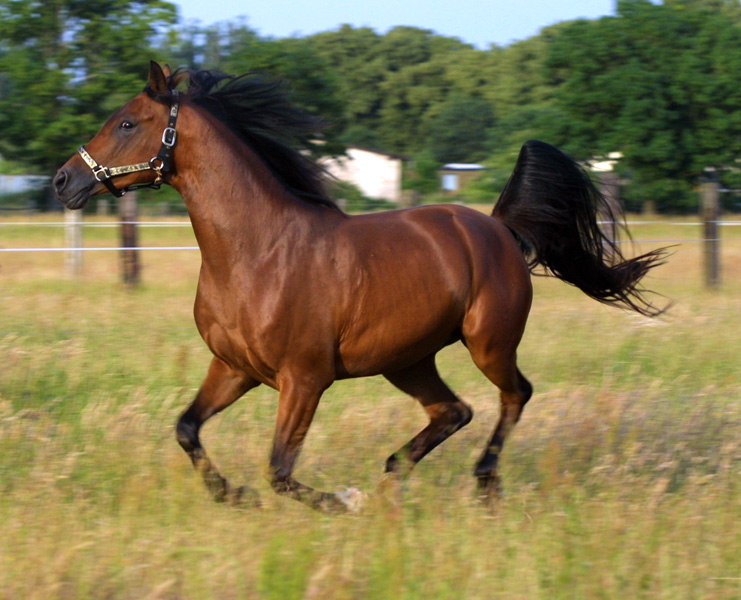
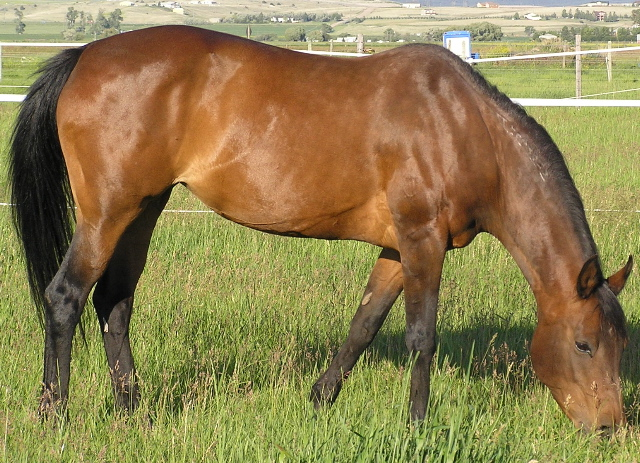
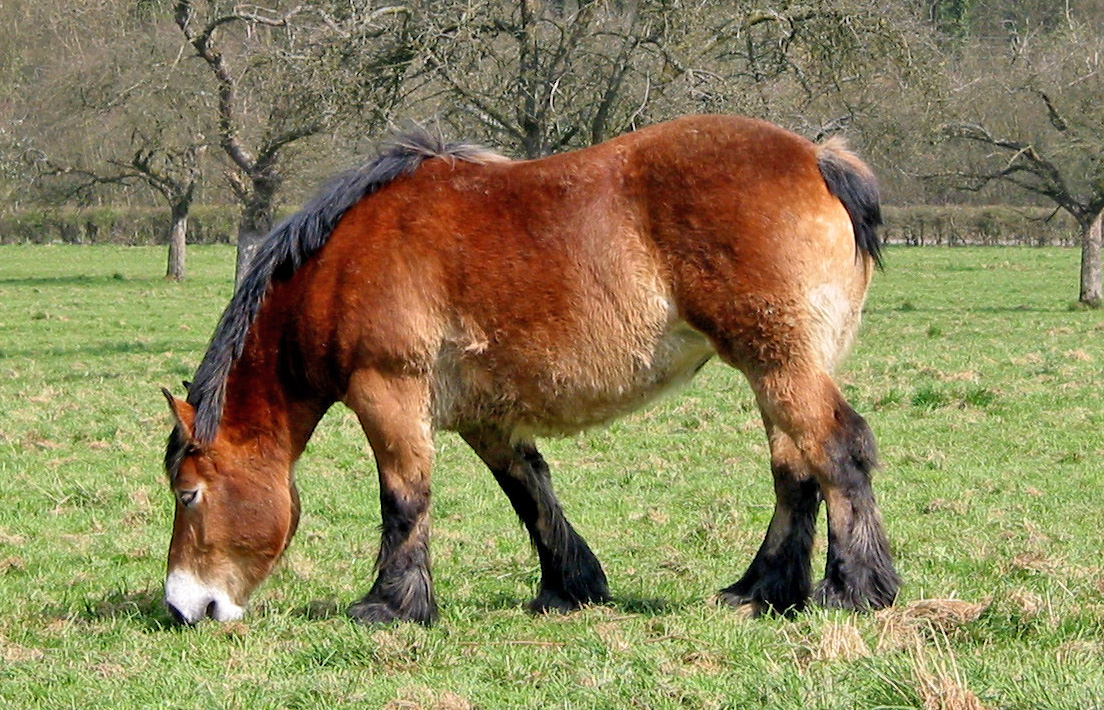

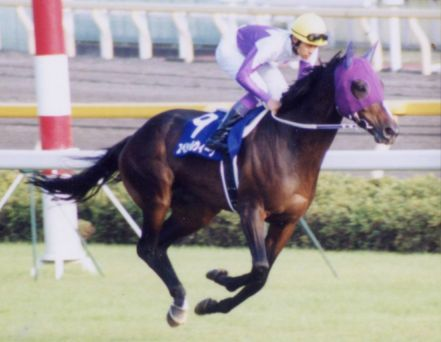
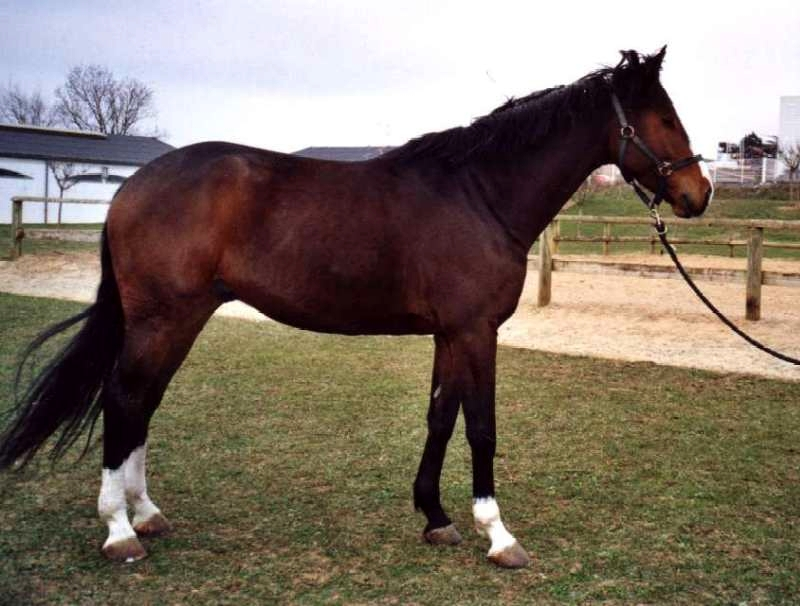
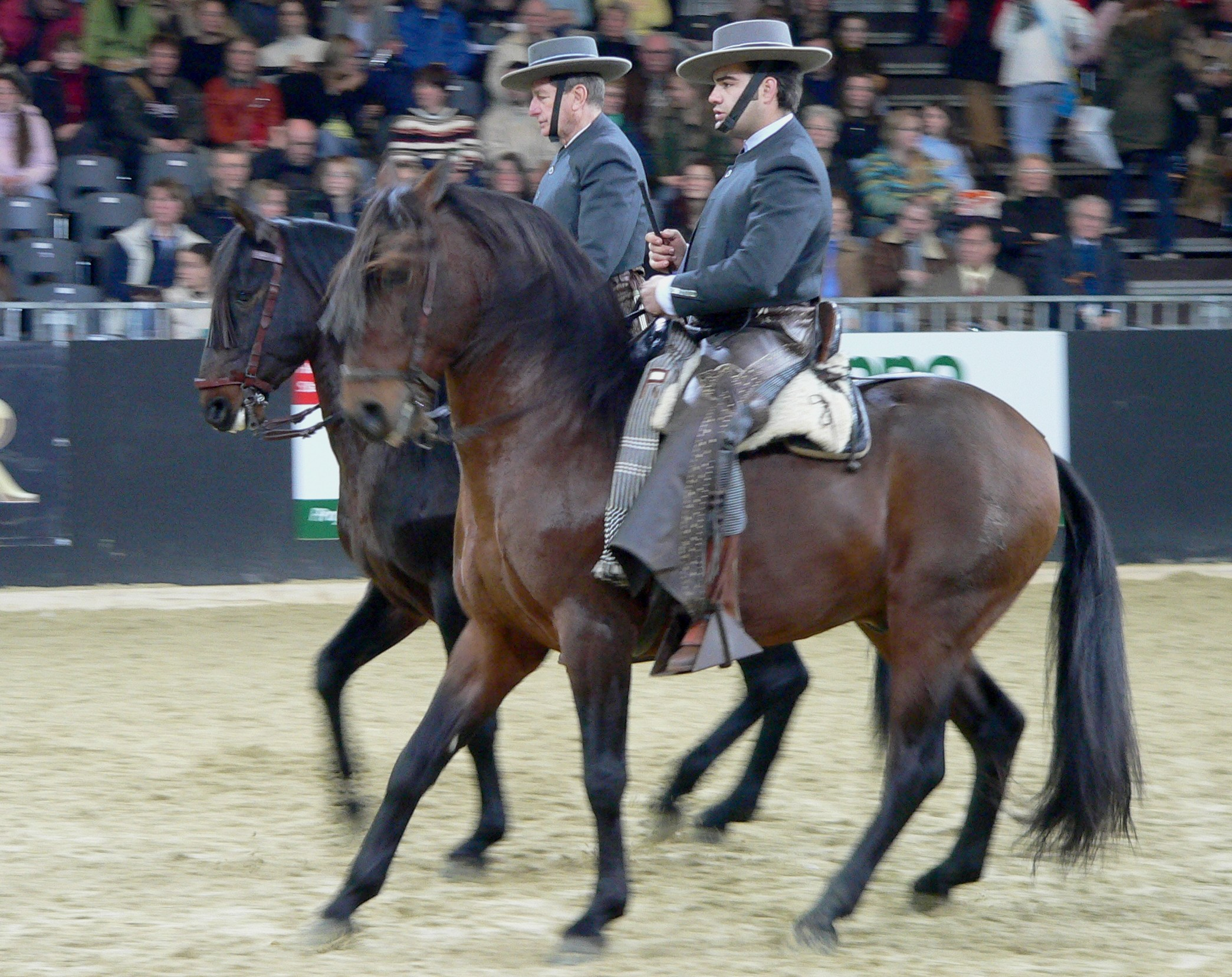
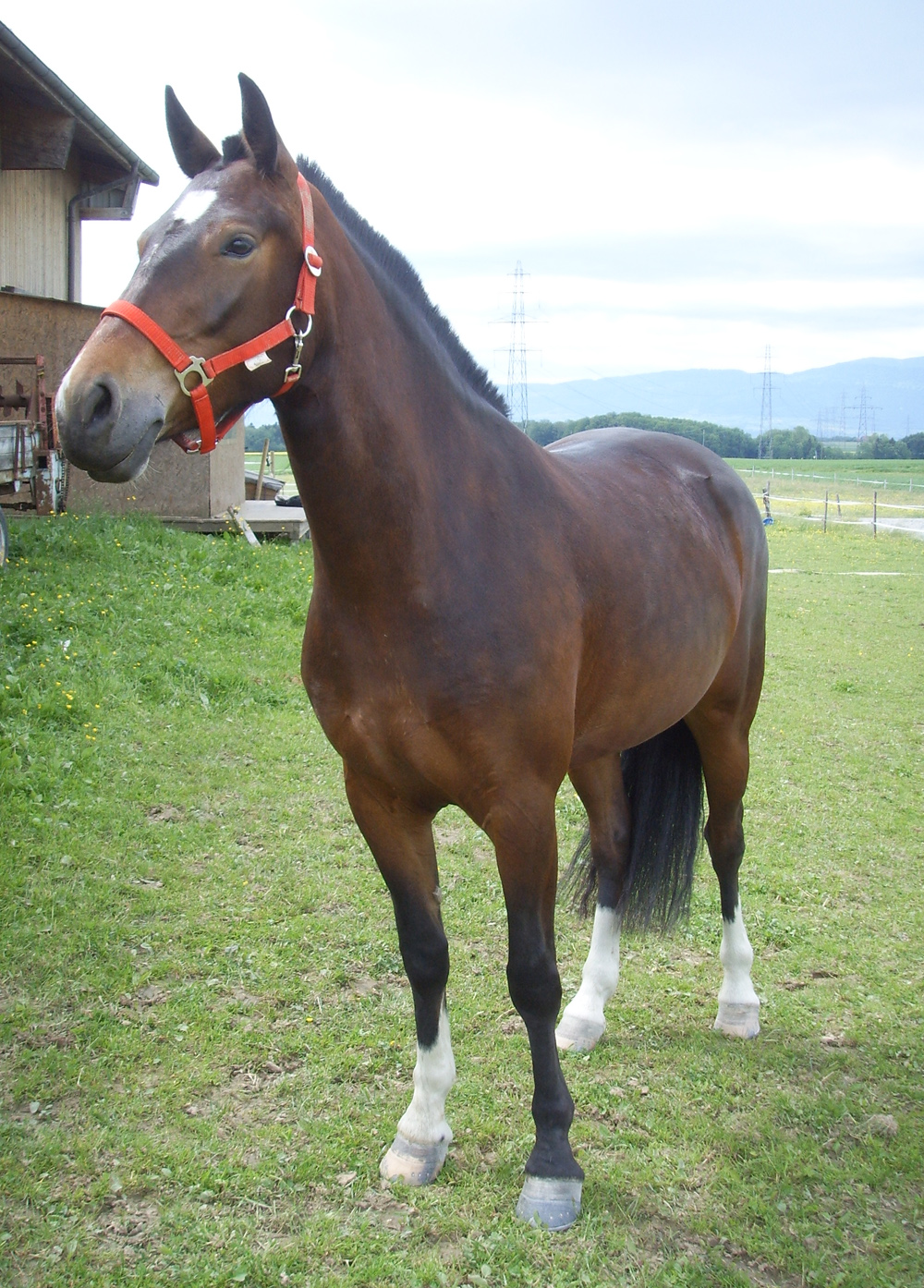

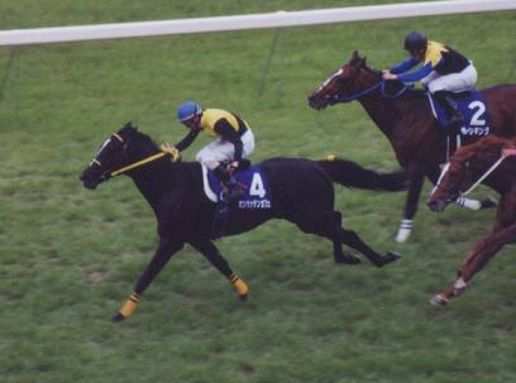
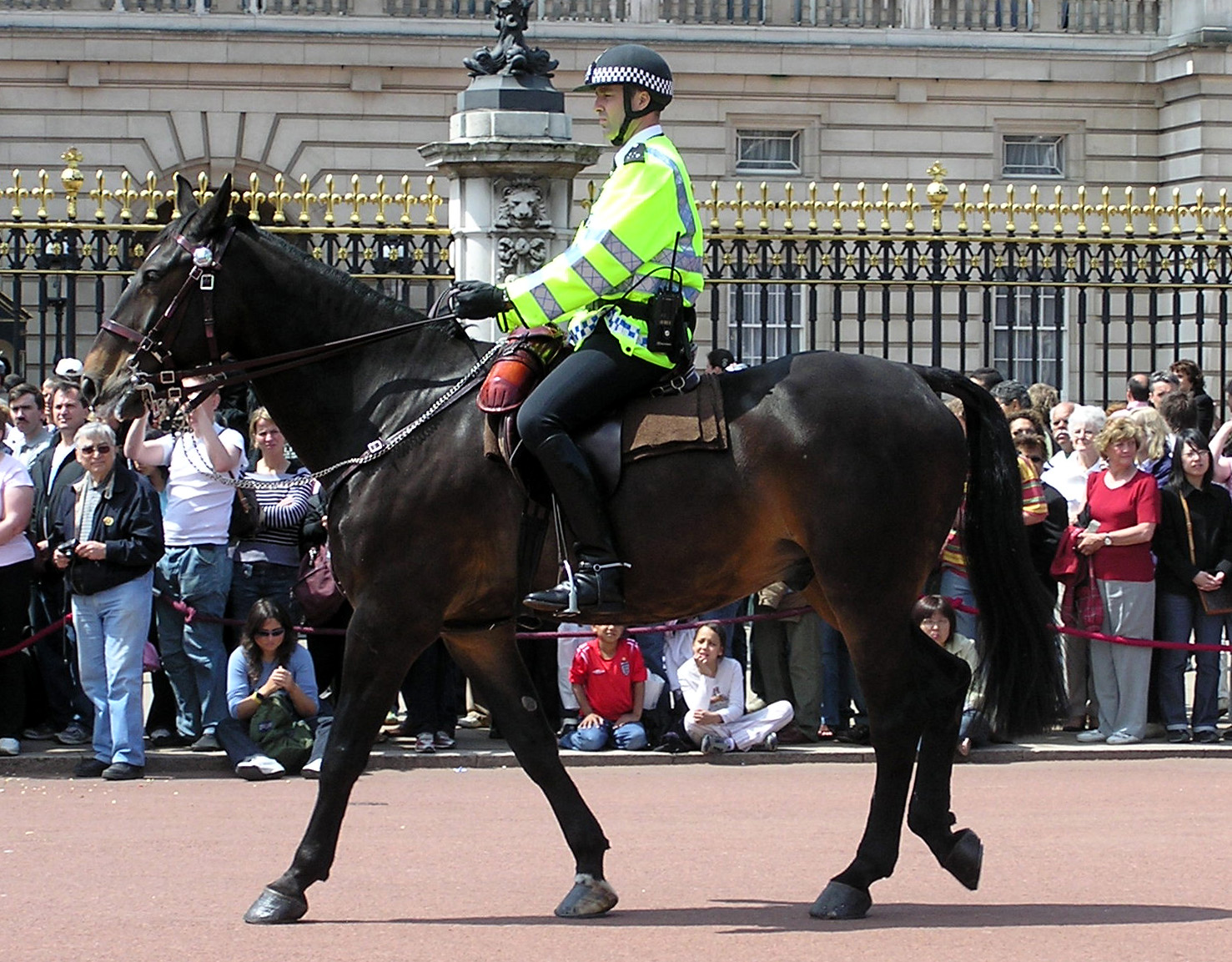
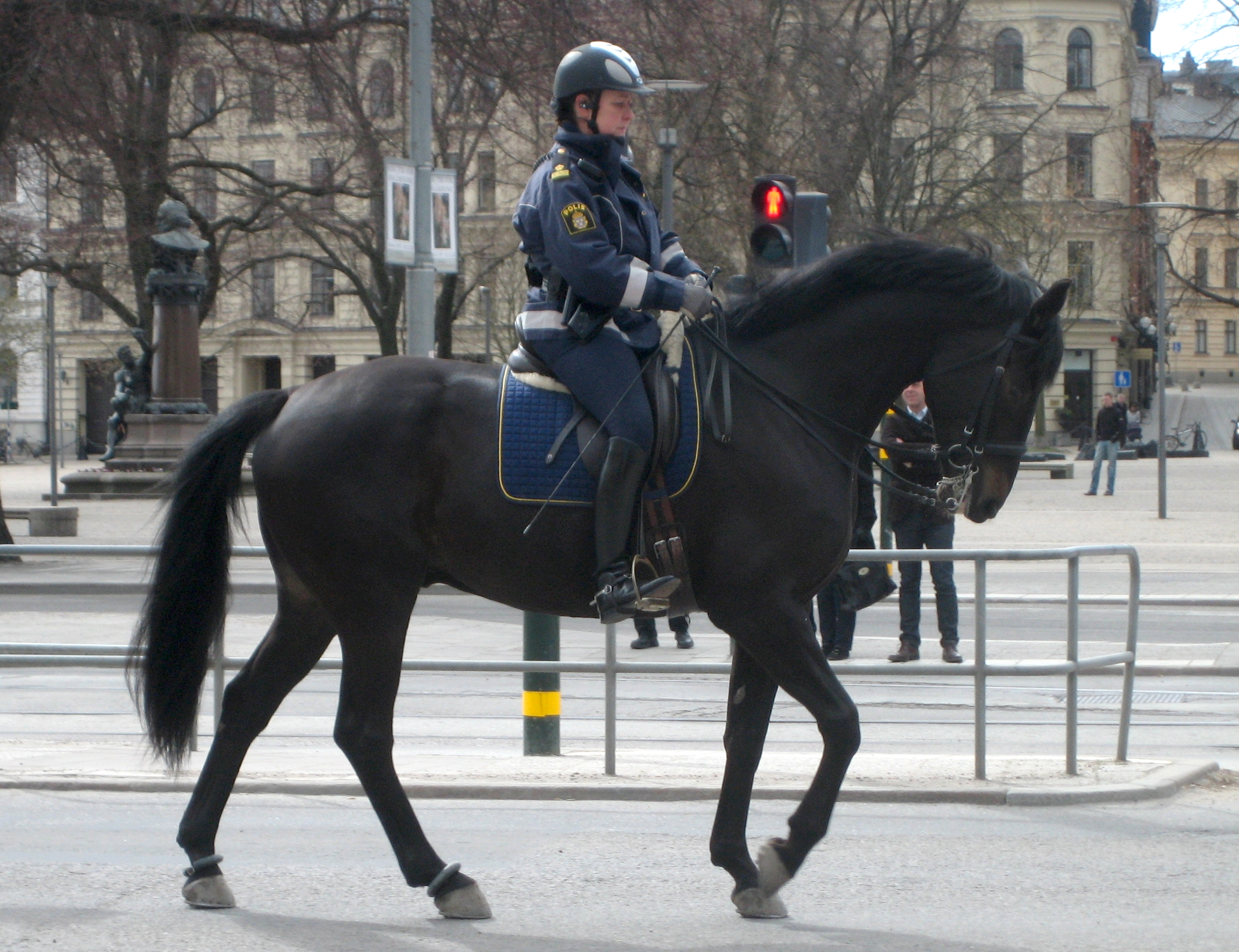
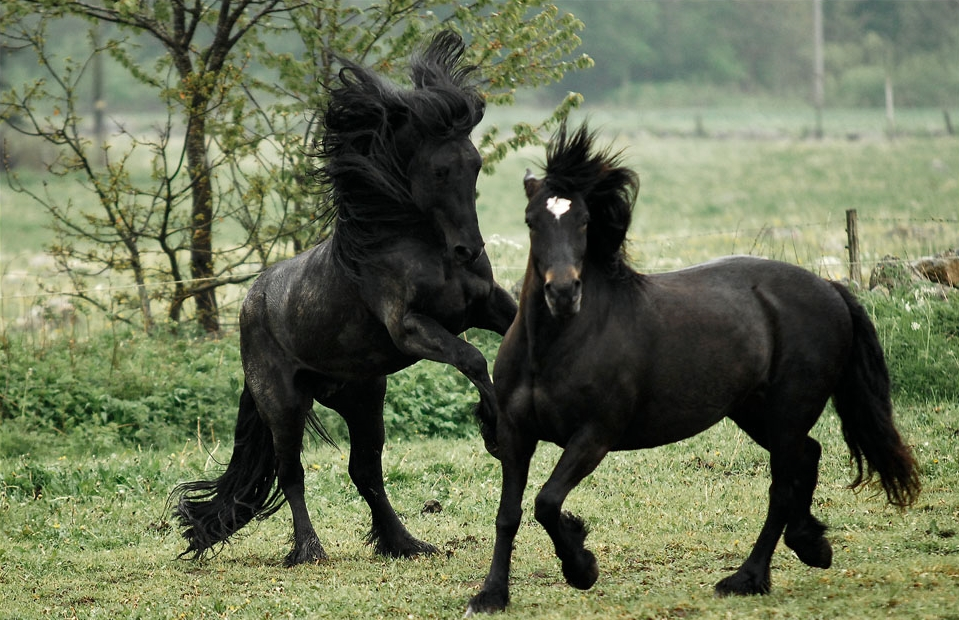

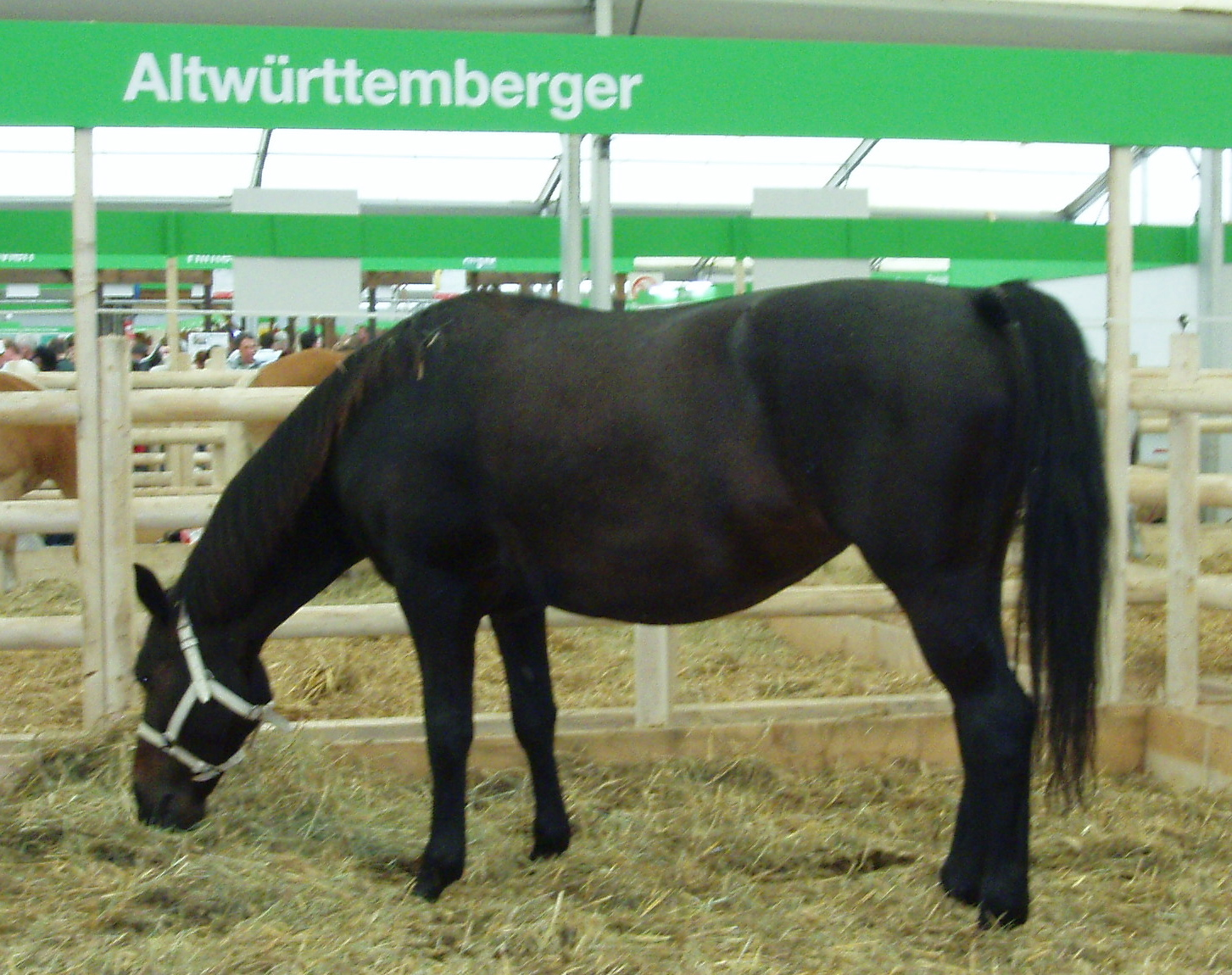
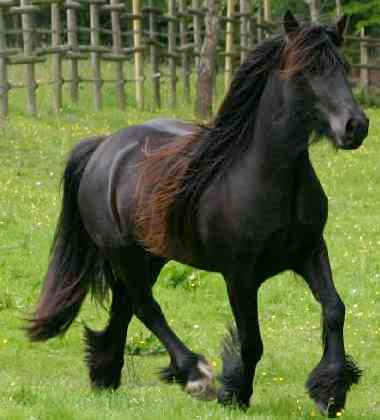
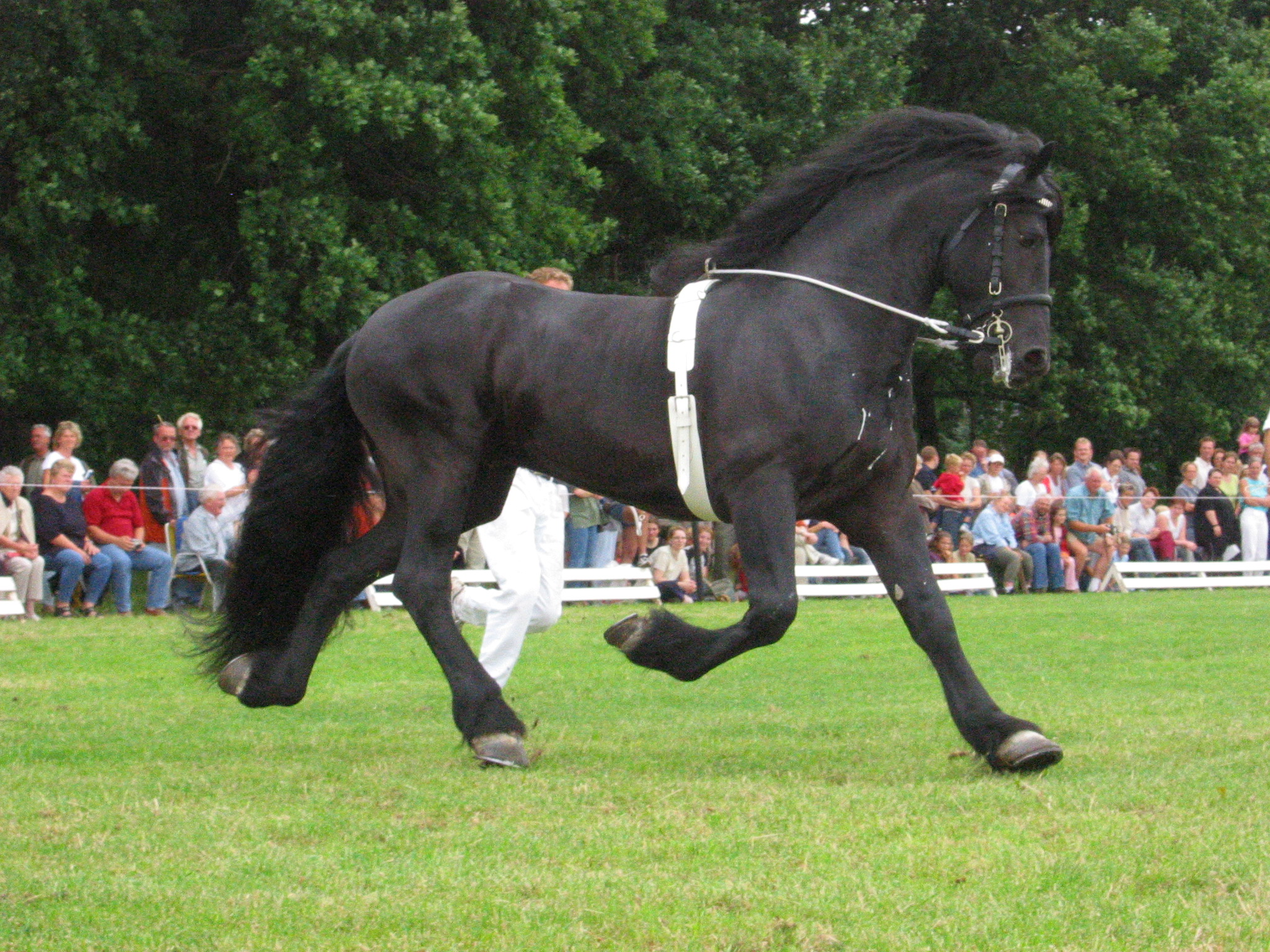
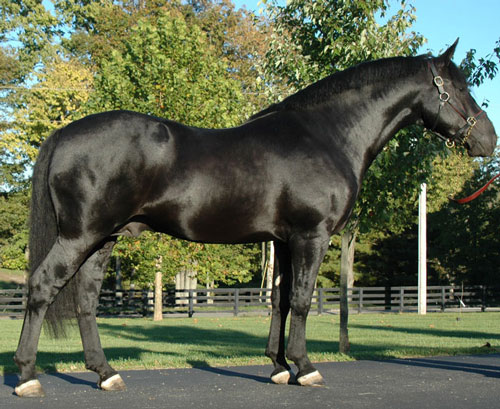

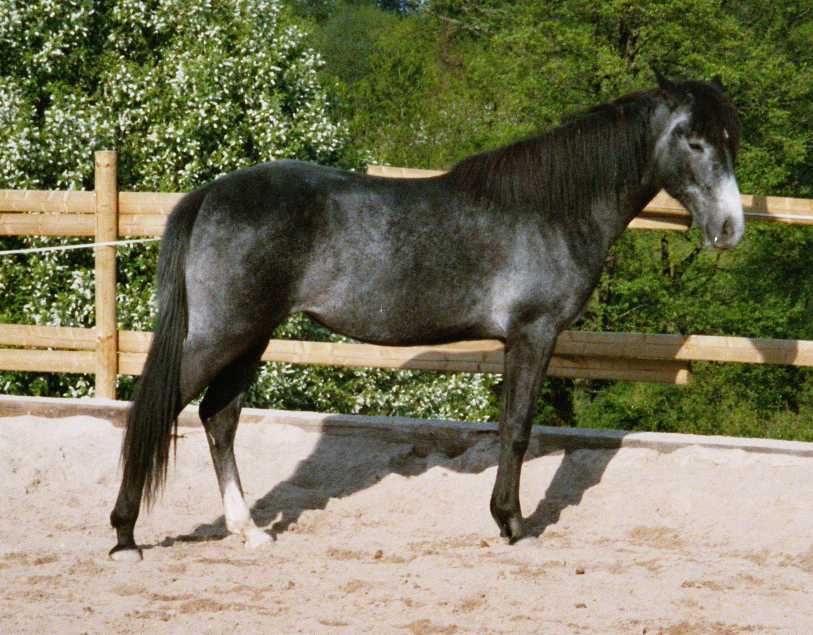
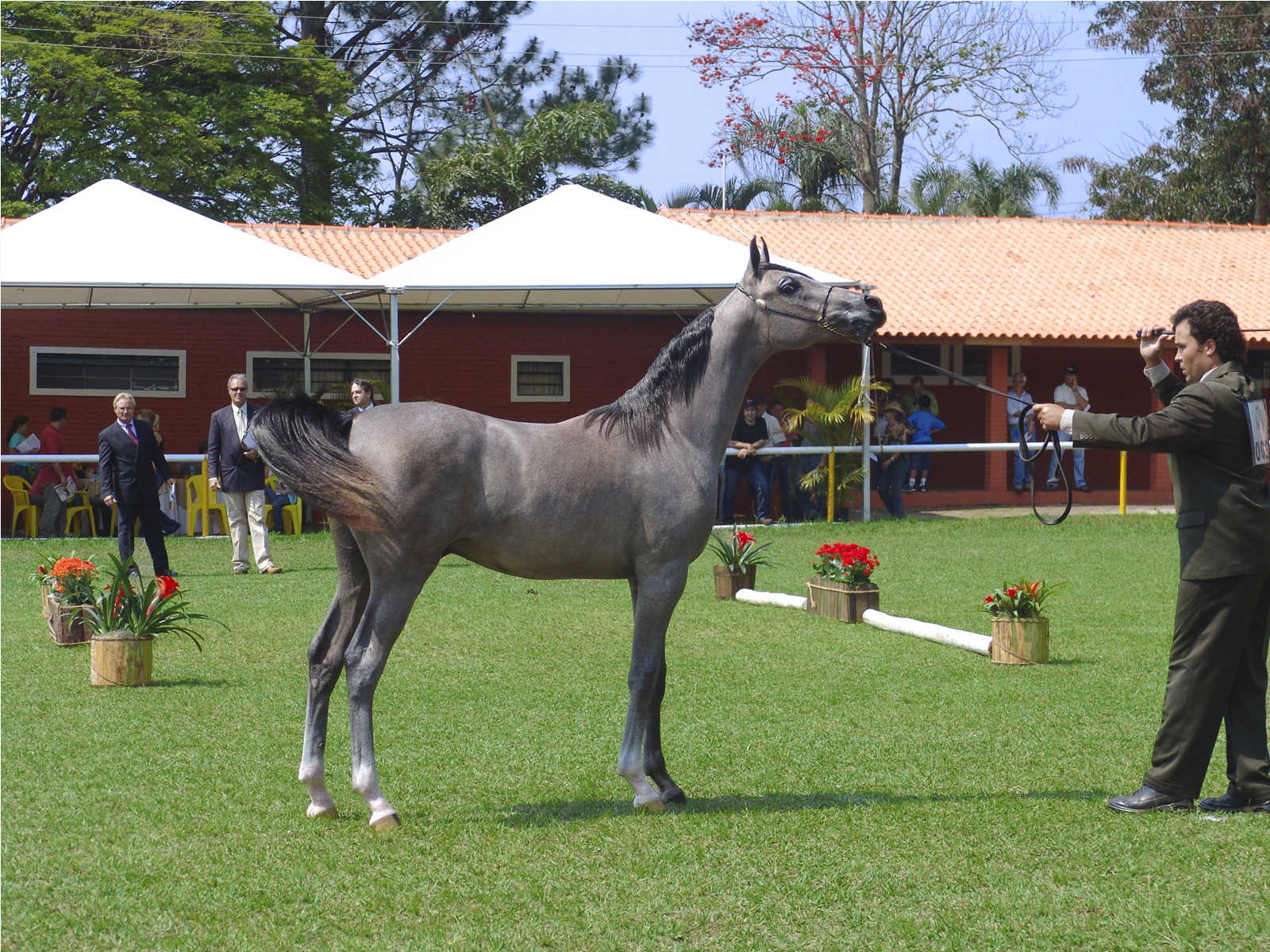
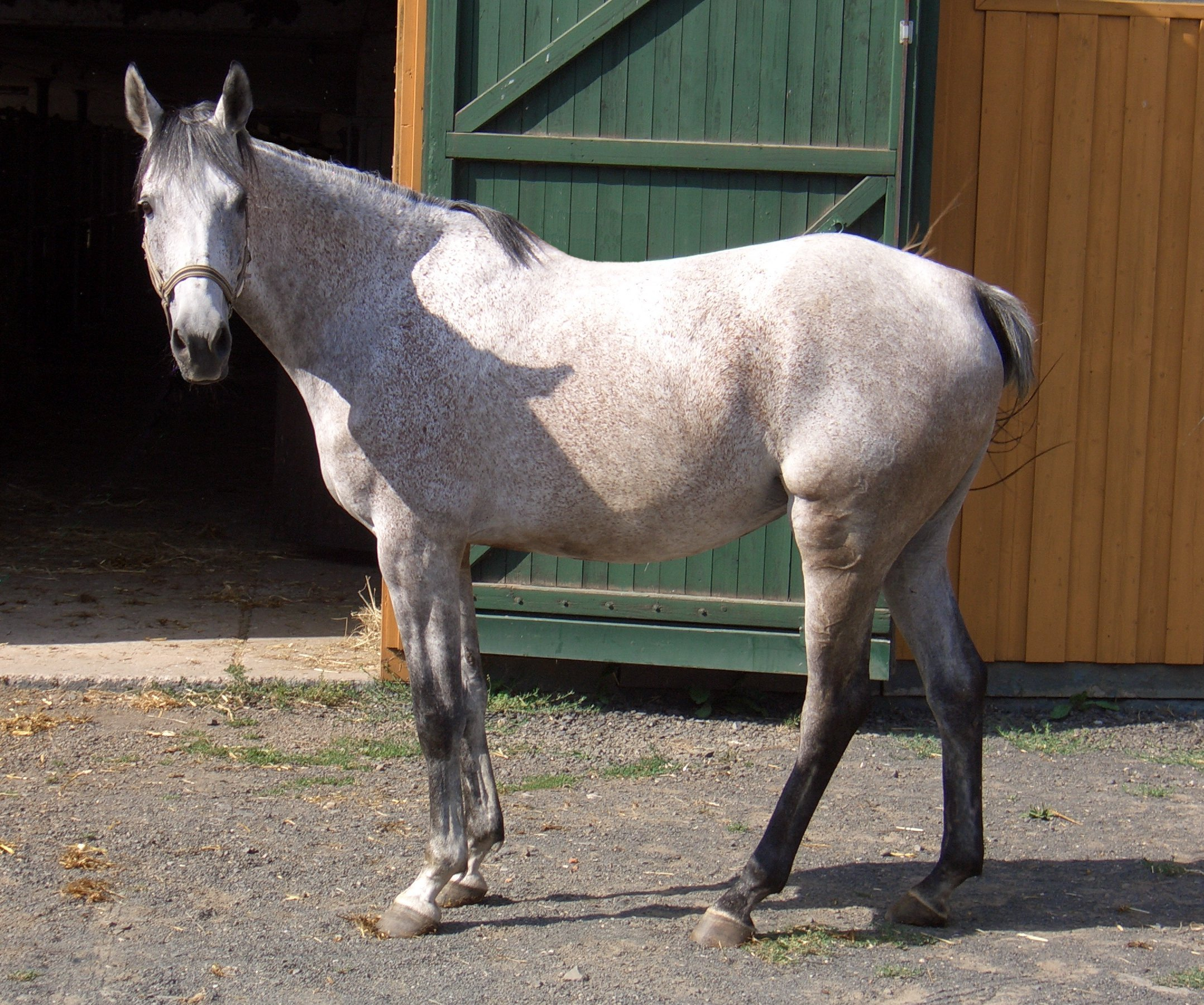
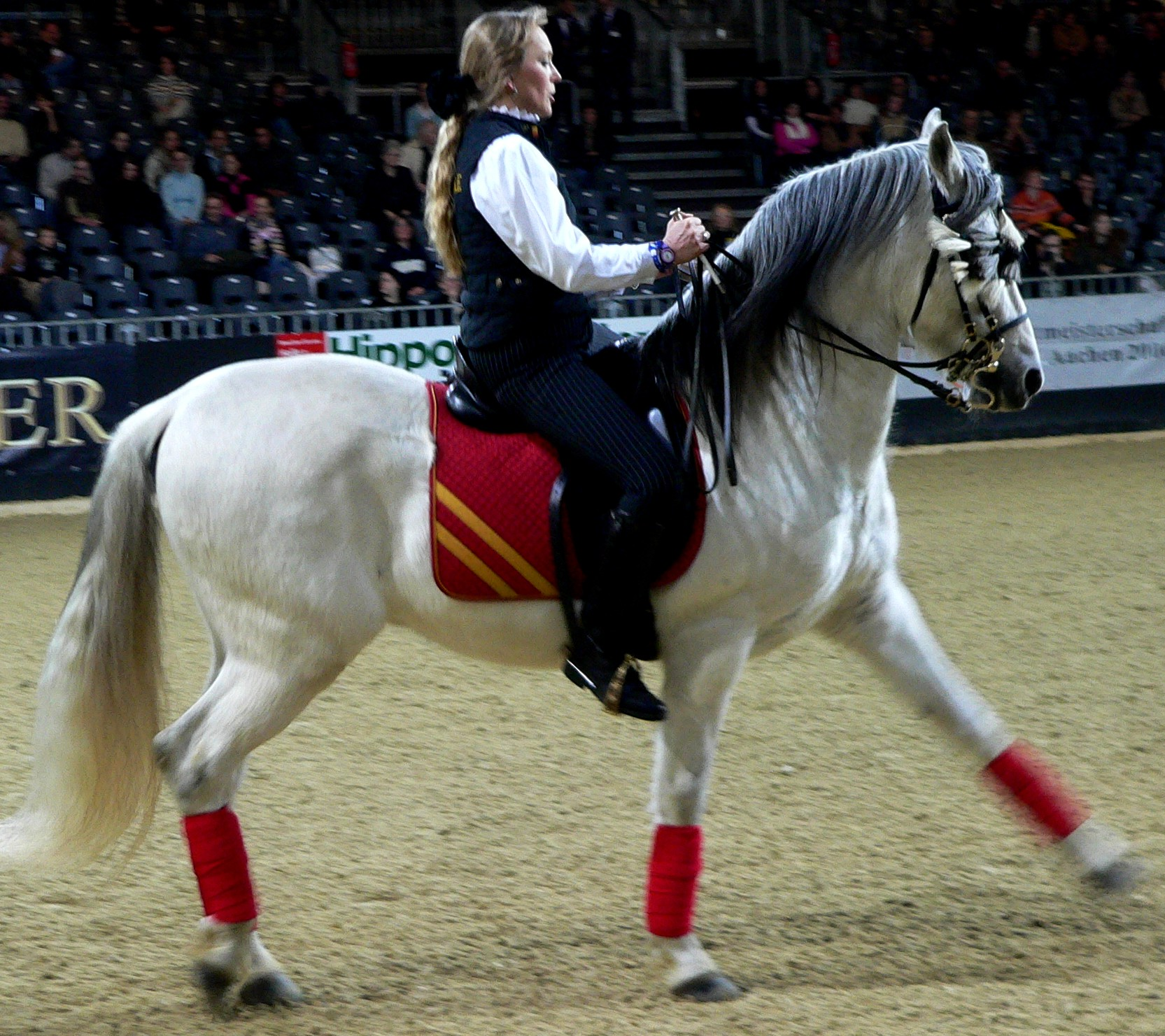

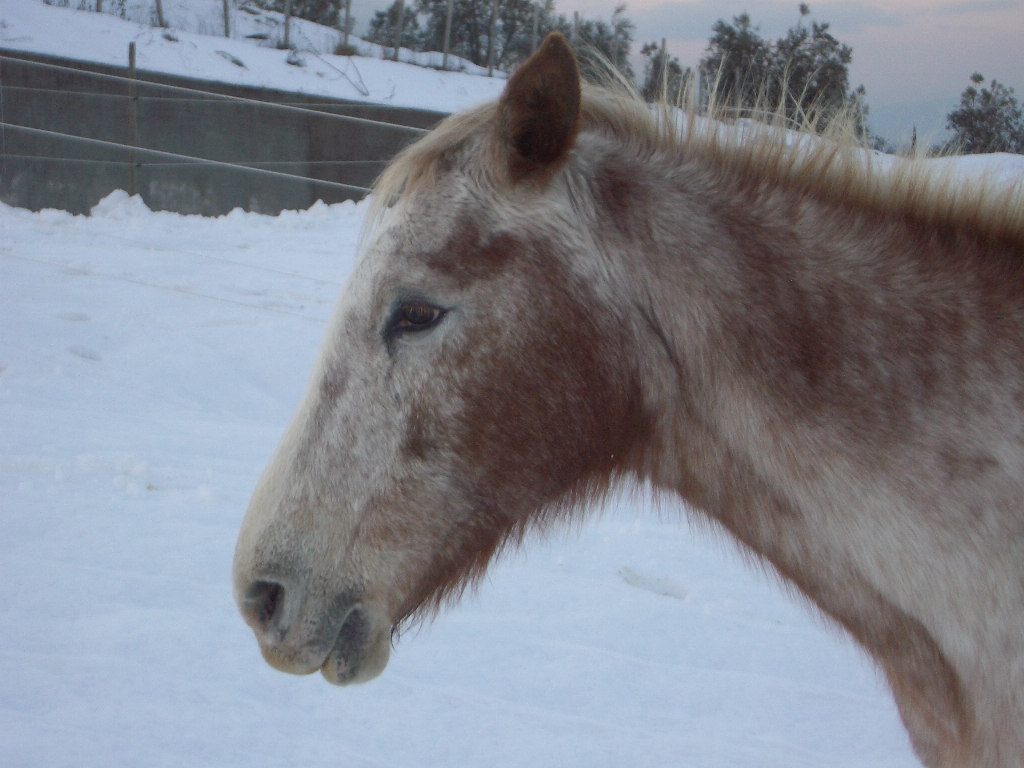
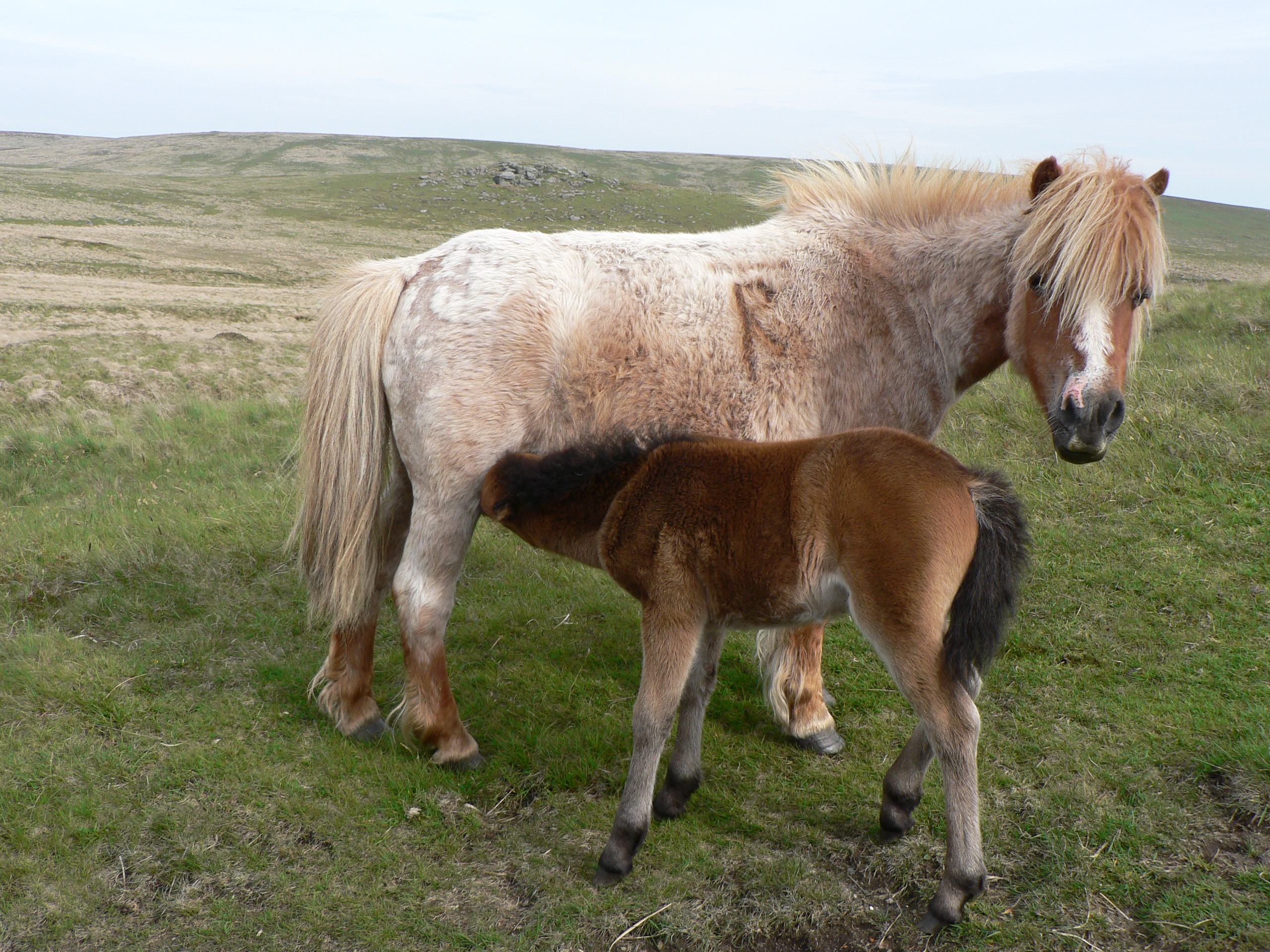
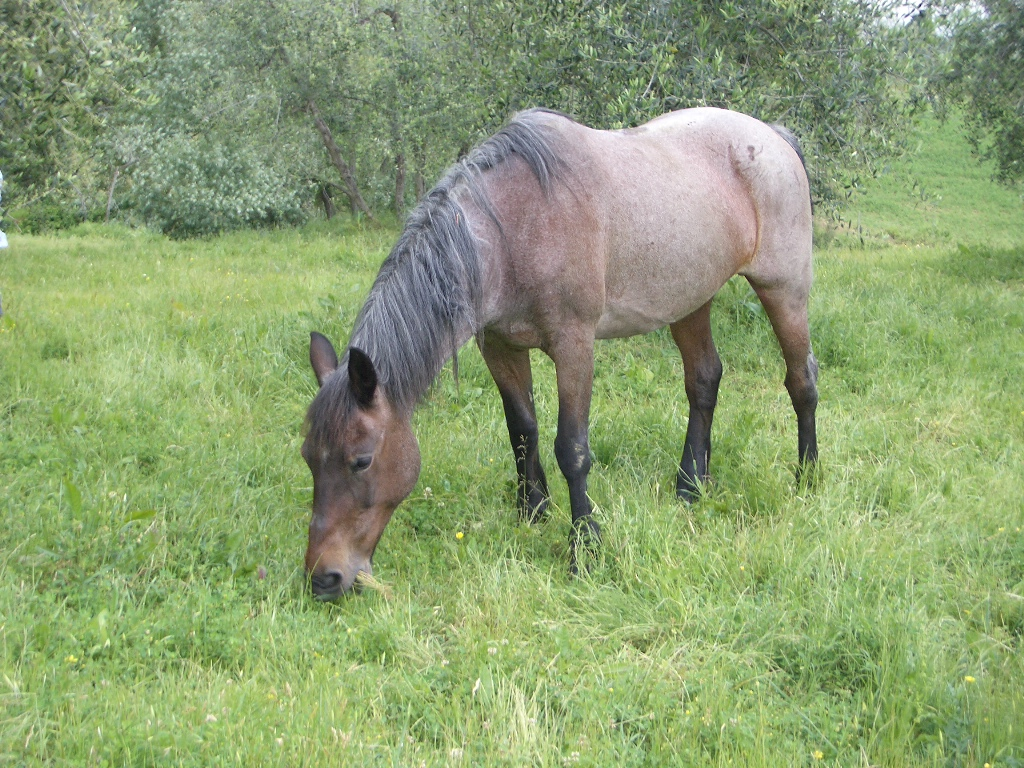
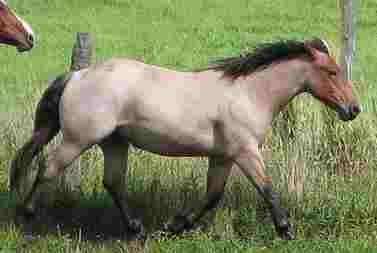

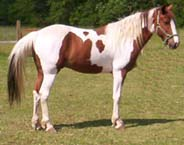
Tobiano
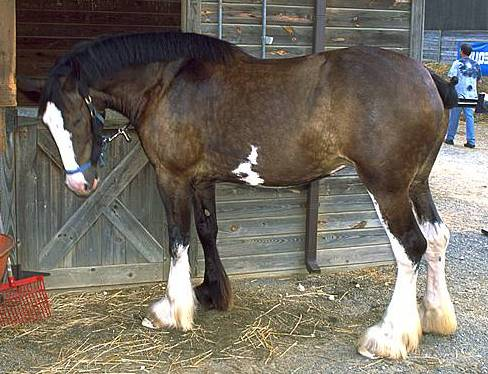
Sabino
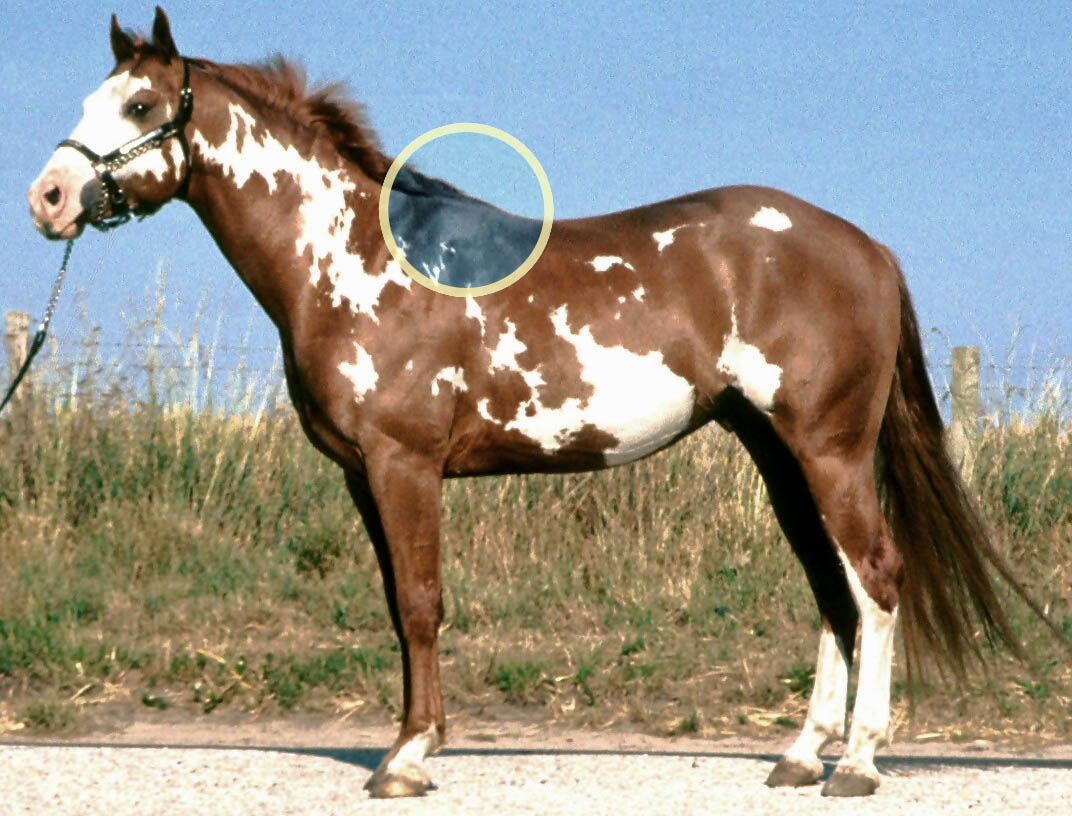
Frame Overo
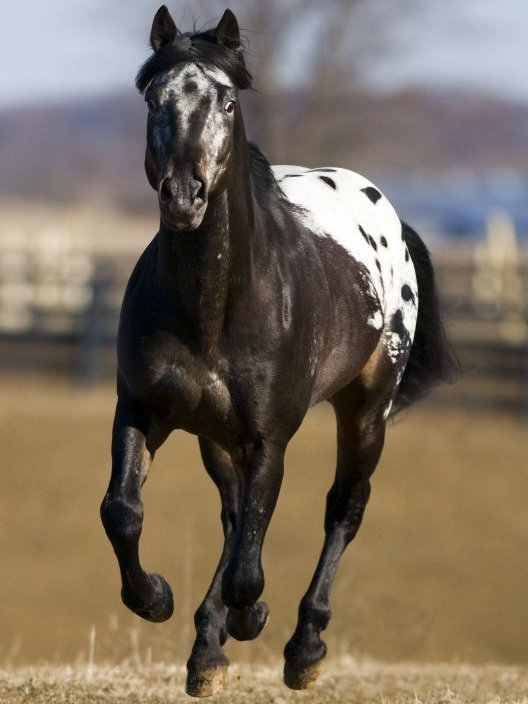
Appaloosa

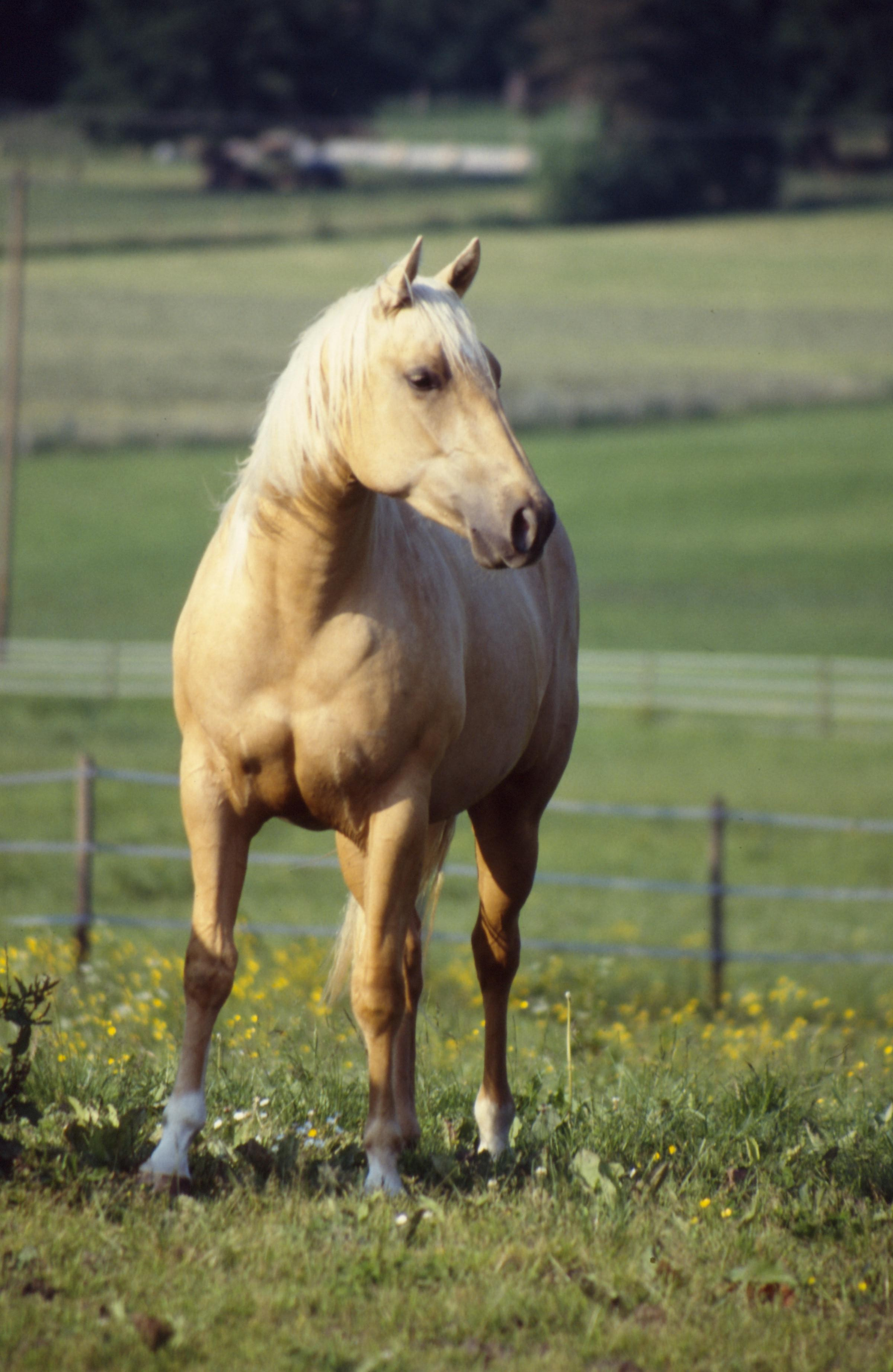
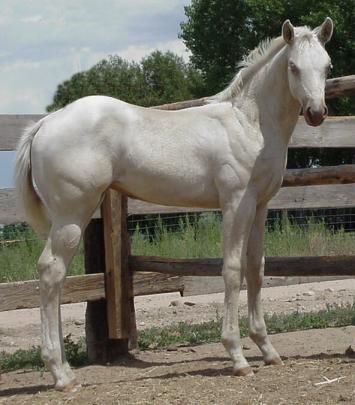
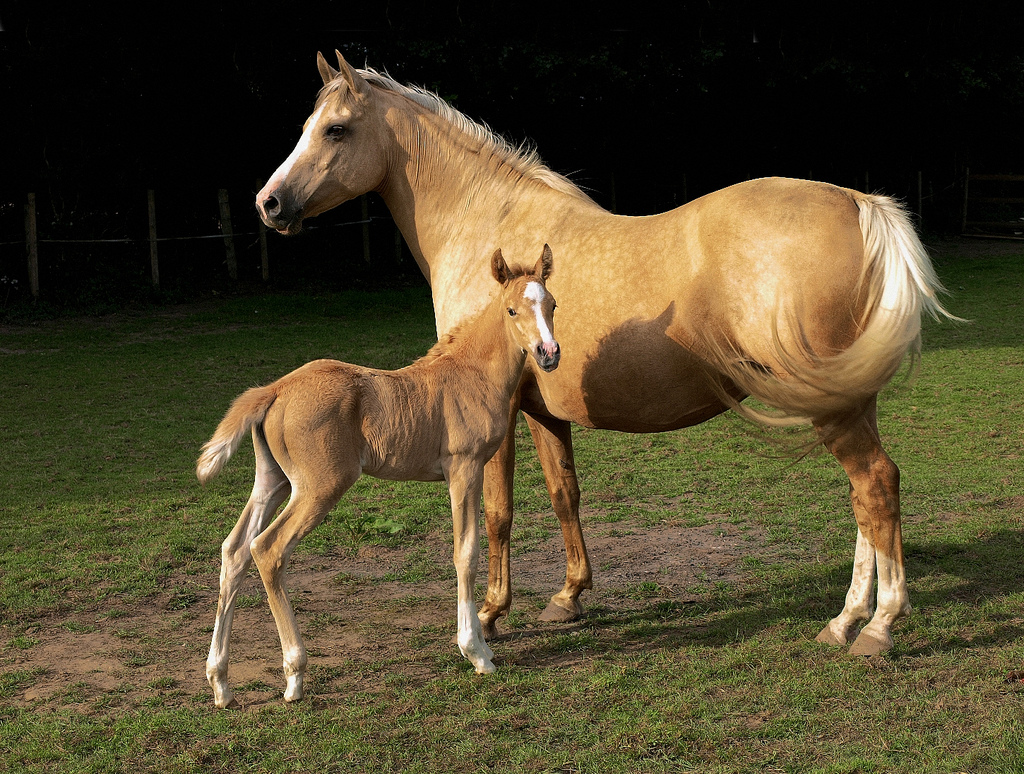
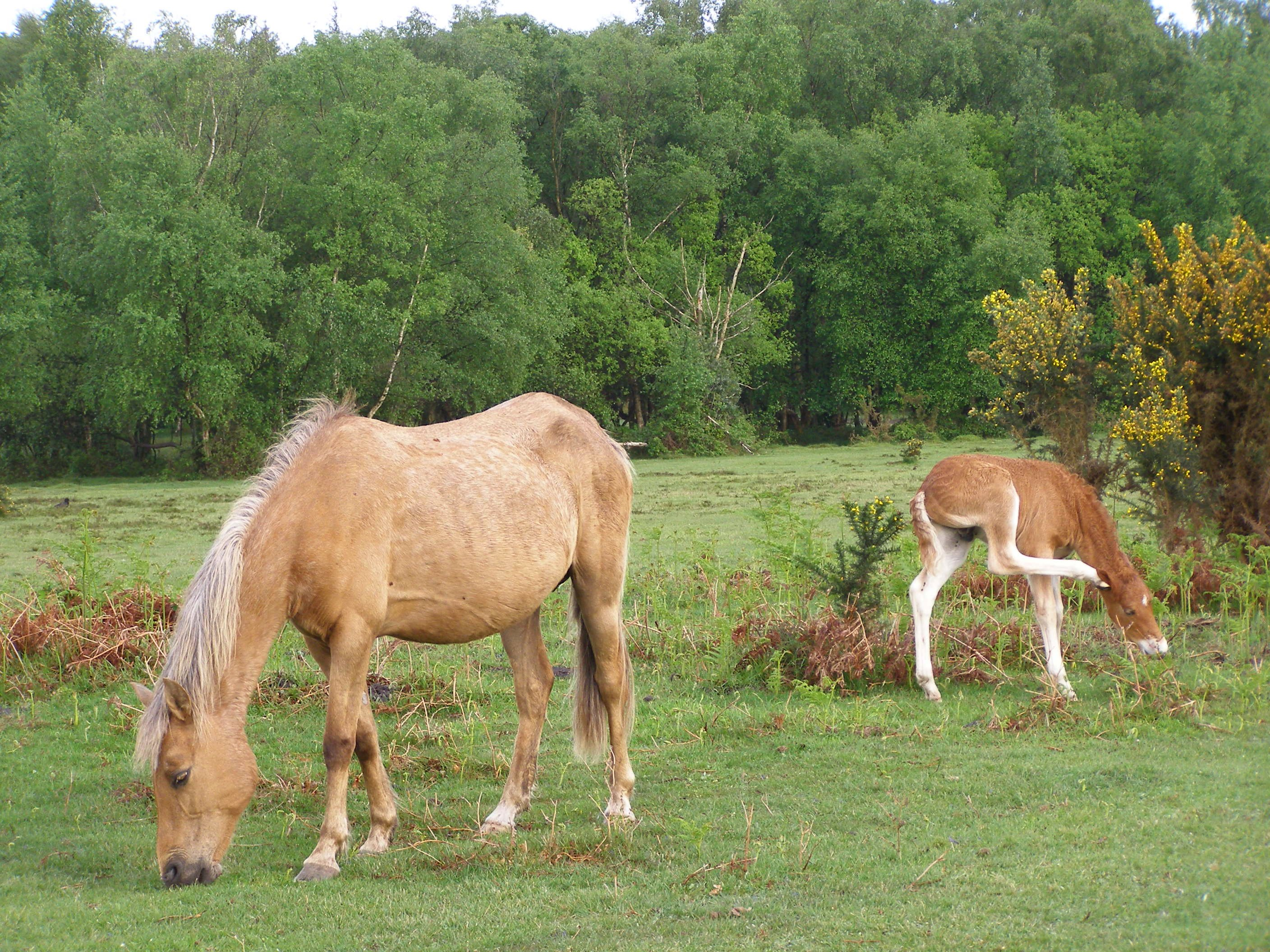

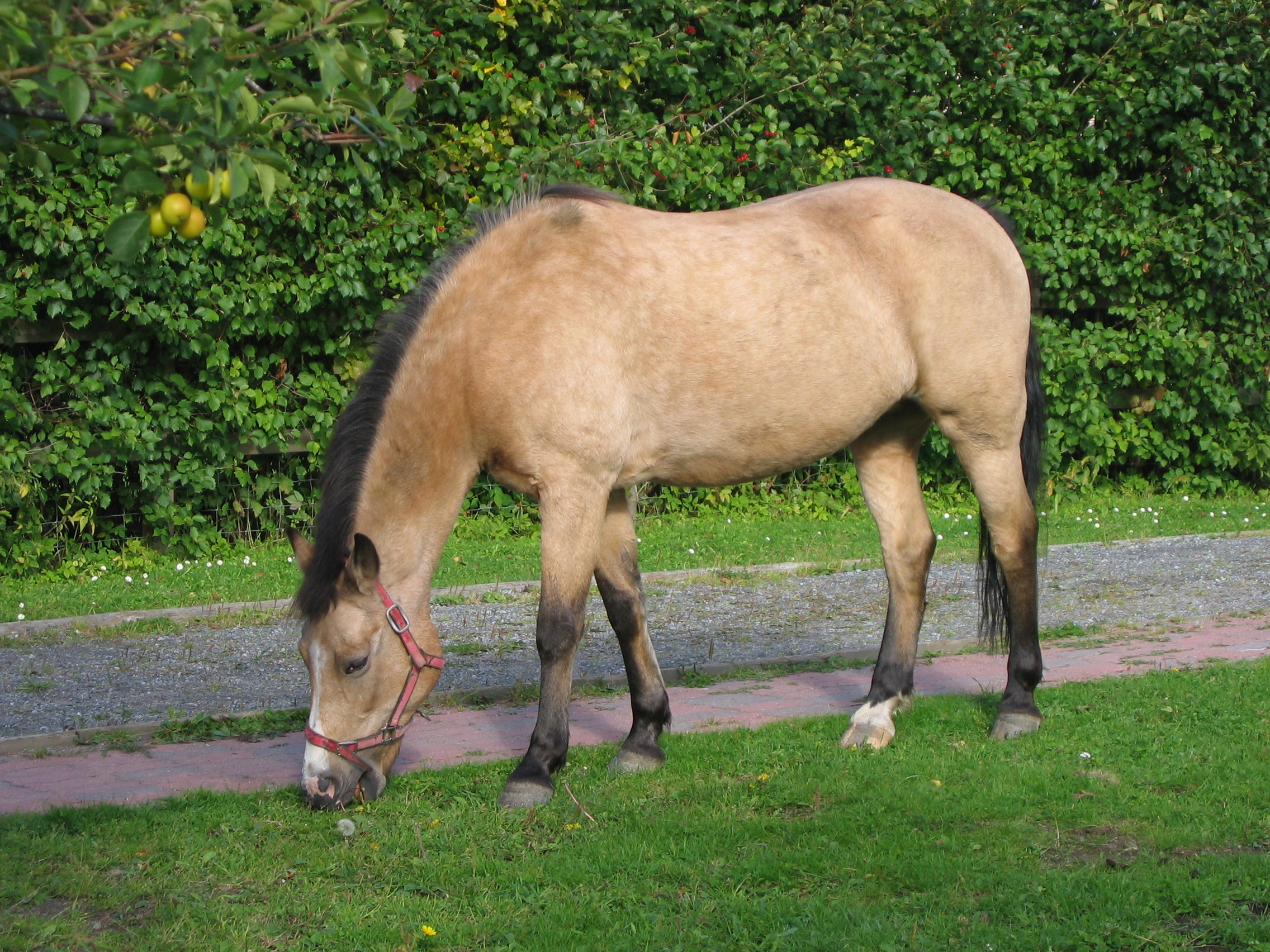
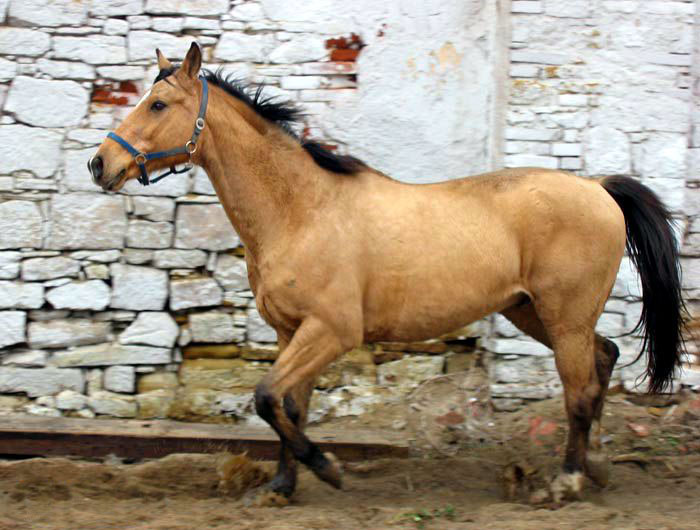
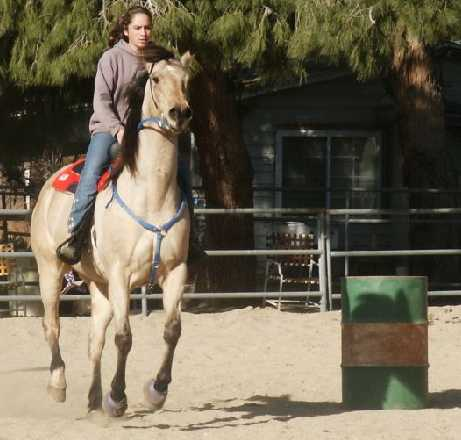
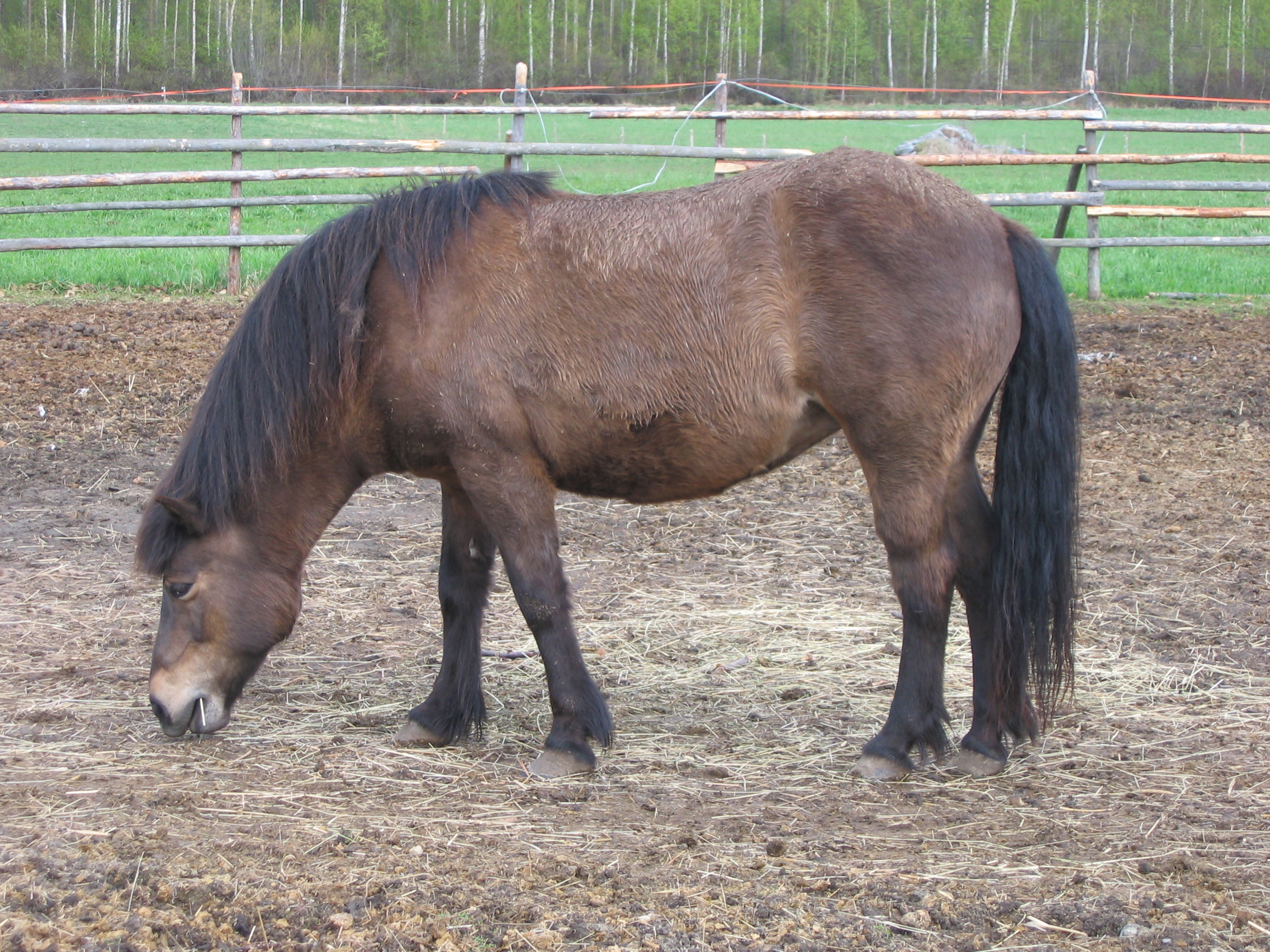
Smoky Black

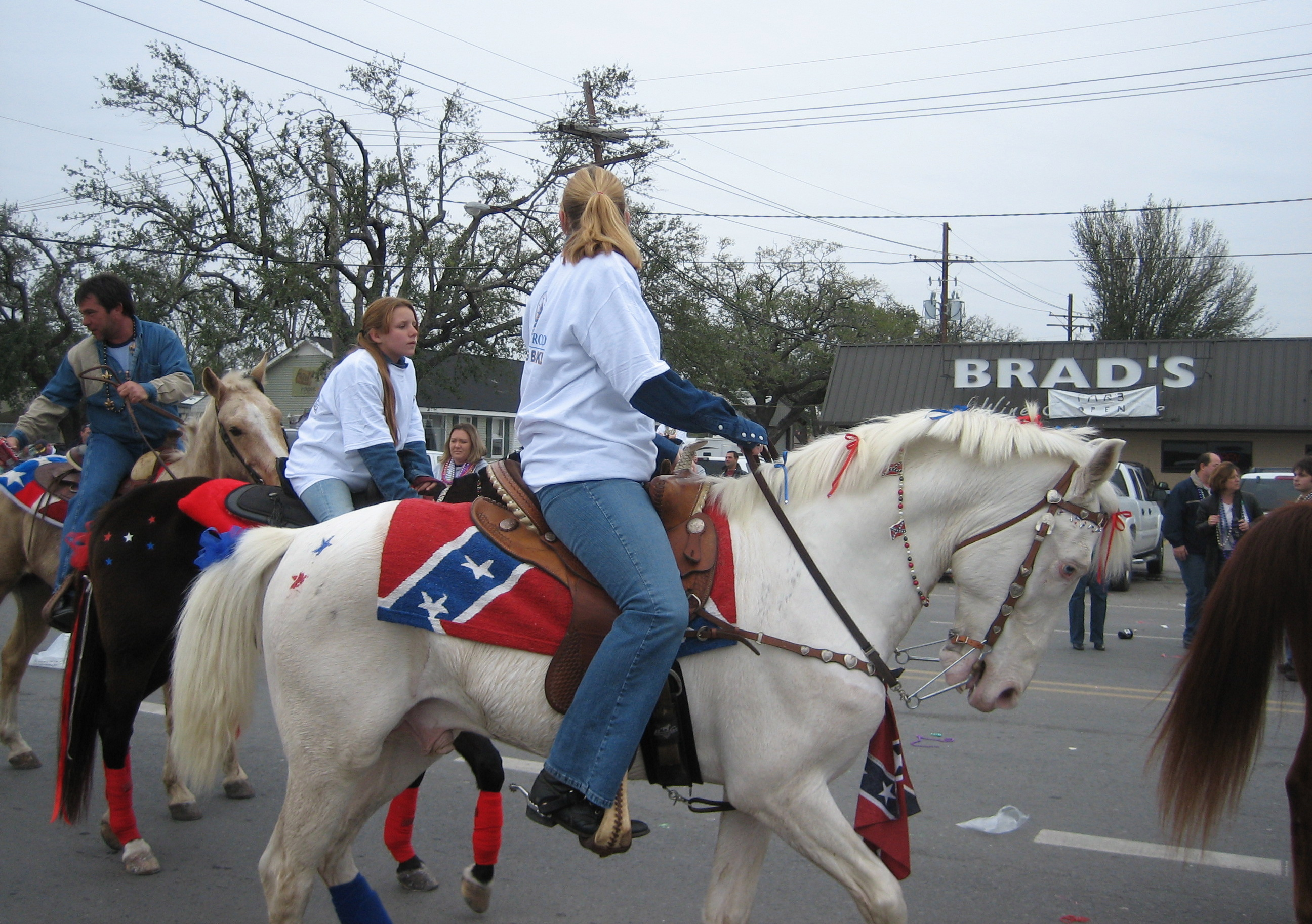
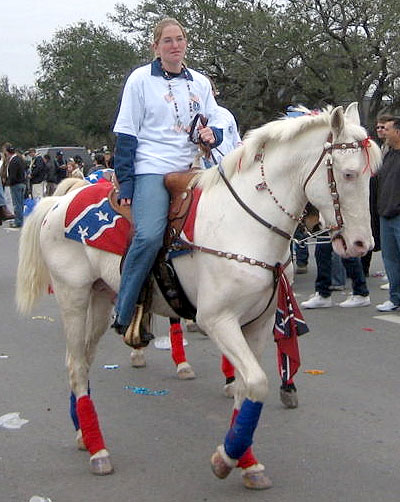
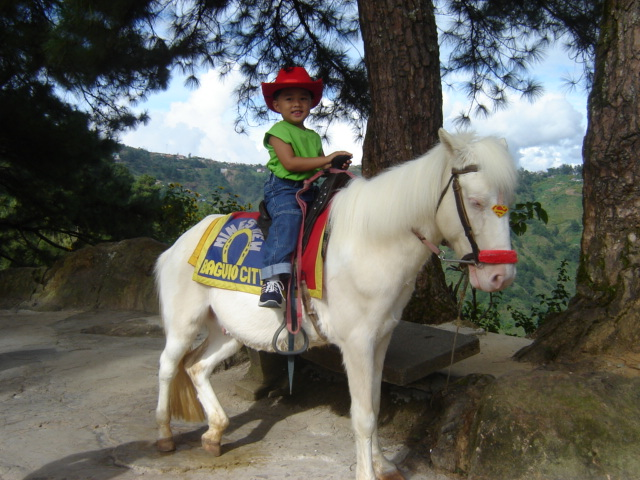
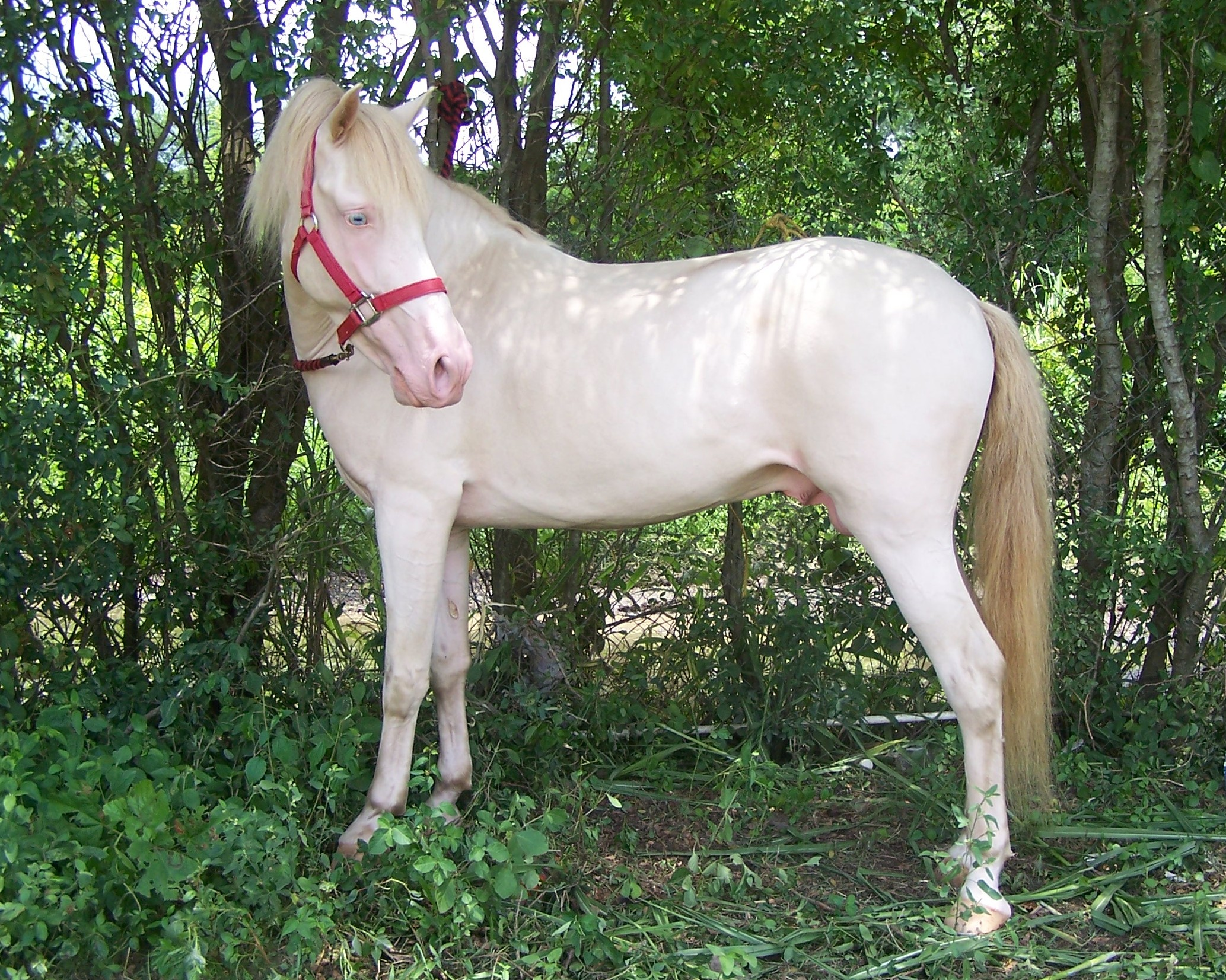

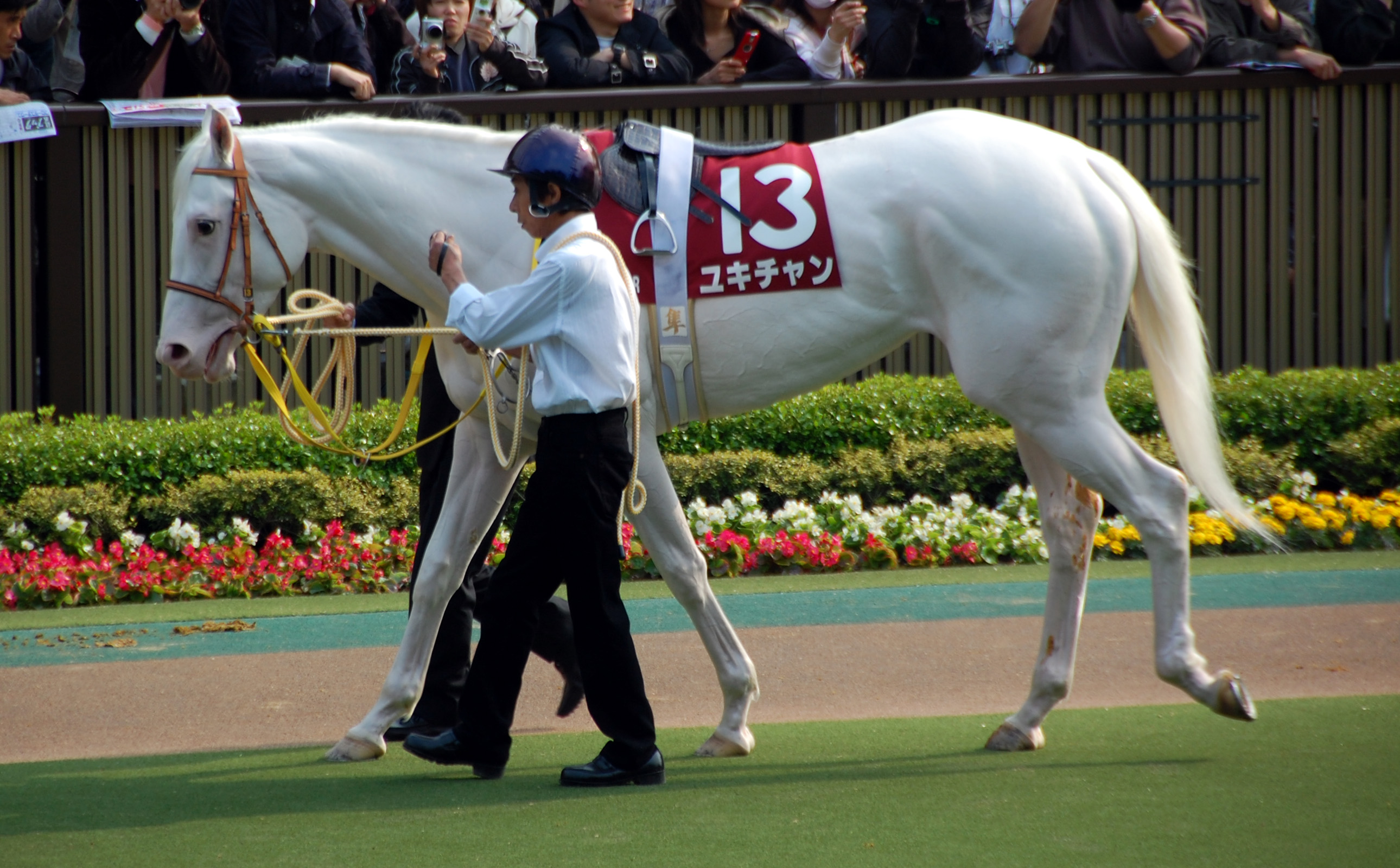
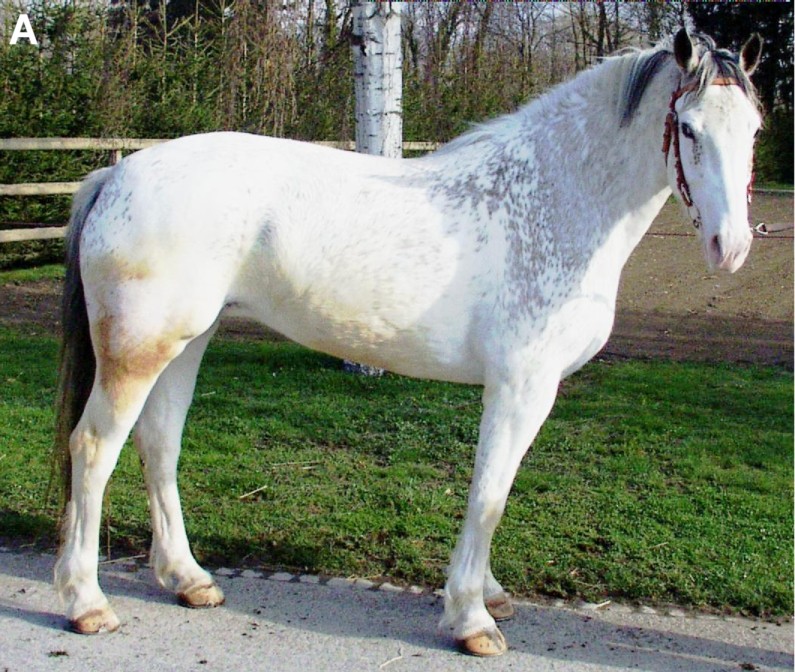
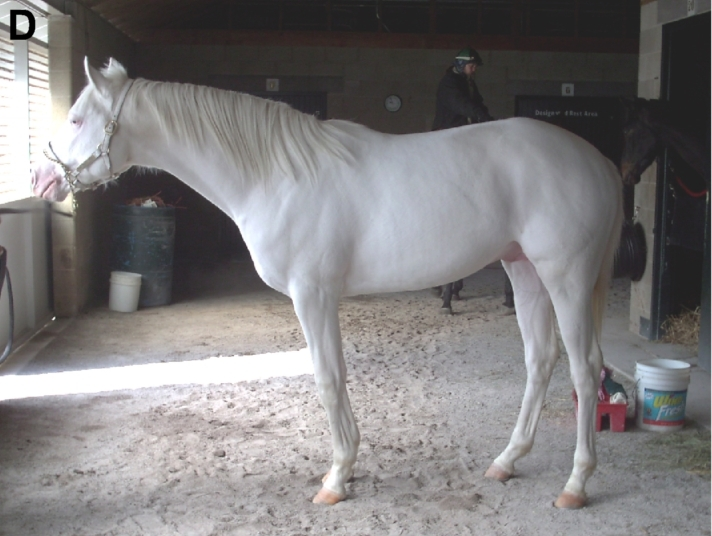
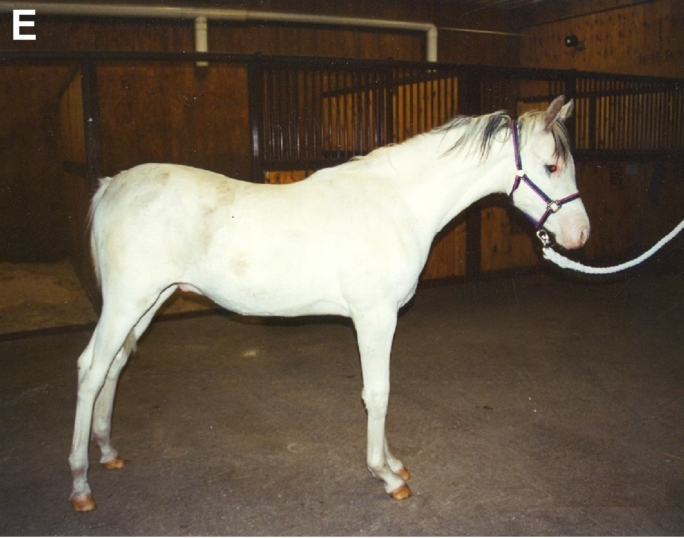

公益社団法人日本馬事協会の「馬の毛色及び特徴記載要領」では、栗毛、栃栗毛、鹿毛、黒鹿毛、青鹿毛、青毛、芦毛、粕毛、駁毛、月毛、河原毛、佐目毛、薄墨毛、白毛の14種とする。
栗毛（くりげ）
全身が黄褐色の毛で覆われる毛色。鹿毛のような四肢の黒さはない。
尾花栗毛（おばなくりげ）
栗毛（栃栗毛などでもよい）のうち、たてがみ、尻尾が白色や明るい金色のものをススキの穂（尾花）に見立ててこう呼ぶ。
栃栗毛（とちくりげ）
栗毛よりもやや暗く、暗い黄褐色から茶色の毛色。栗毛と同様に四肢は黒味を帯びない。
鹿毛（かげ）
最も一般的な毛色の1つ。鹿の毛のように茶褐色で、長毛と四肢は黒色を帯びる。
黒鹿毛（くろかげ）
黒みがかった鹿毛。四肢や長毛の黒さに対して胴体がやや褐色を帯びている。個体によっては青鹿毛と区別しづらく、多くの言語で青鹿毛と区別しない。
青鹿毛（あおかげ）
黒鹿毛より黒く全身ほとんど黒色、鼻先や目元、臀部など部分的にわずかに褐色が見られる。
青毛（あおげ）
全身真っ黒の最も黒い毛色。季節により毛先が褐色を帯び青鹿毛に近くなることがある。
なお、「あおうま」と言った場合は青毛ではなく芦毛や白毛などの色の白い馬を指すので注意が必要である。
芦毛（あしげ）
灰色の毛色。生まれたときは灰色や黒、もしくは母親と同じ毛色であったりするが、年を重ねるにつれ白くなっていく。
上の写真は芦毛が徐々に白くなっていく各段階を示したもの。
粕毛（かすげ）
原毛色の地に肩や頸、四肢等に白い刺毛が混生する。原毛色によって栗粕毛、鹿粕毛、青粕毛と表記することもある。加齢によって刺毛は増加するが、芦毛と違い完全には白くならない。
駁毛（ぶちげ）
体に大きな白斑のあるもの。原毛色によって栗駁毛、鹿駁毛、青駁毛などと表記し、白斑が体の多くを占めるとき駁栗毛、駁鹿毛、駁青毛などという。日本では駁毛に一括するが、細かく分けると様々なパターンがある。
白斑にまで至らないものを刺毛（さしげ）という。馬のマーキング参照。
- Tobiano
- Sabino
- Frame Overo
- Appaloosa

月毛（つきげ）
クリーム色から淡い黄褐色。目は茶色。色は個体によって差異が大きく、白毛や佐目毛に近くなることもある。
河原毛（かわらげ）
淡い黄褐色か亜麻色で、四肢の下部と長毛が黒い。原毛色が青毛のものを別にSmoky Blackという。
- Smoky Black

佐目毛（さめげ）
全身が真っ白か象牙色。肌の色はピンク。目は青。原毛色によりCremello（栗毛）、Perlino（鹿毛）、Smoky Cream（青毛）の3種類に分けられる。Perlinoは紅梅月毛ともいう。
薄墨毛（うすずみげ）
河原毛よりも少し薄暗い毛色である。モウコノウマの毛色として知られるが、イエウマのクリオージョ種などにみられる。

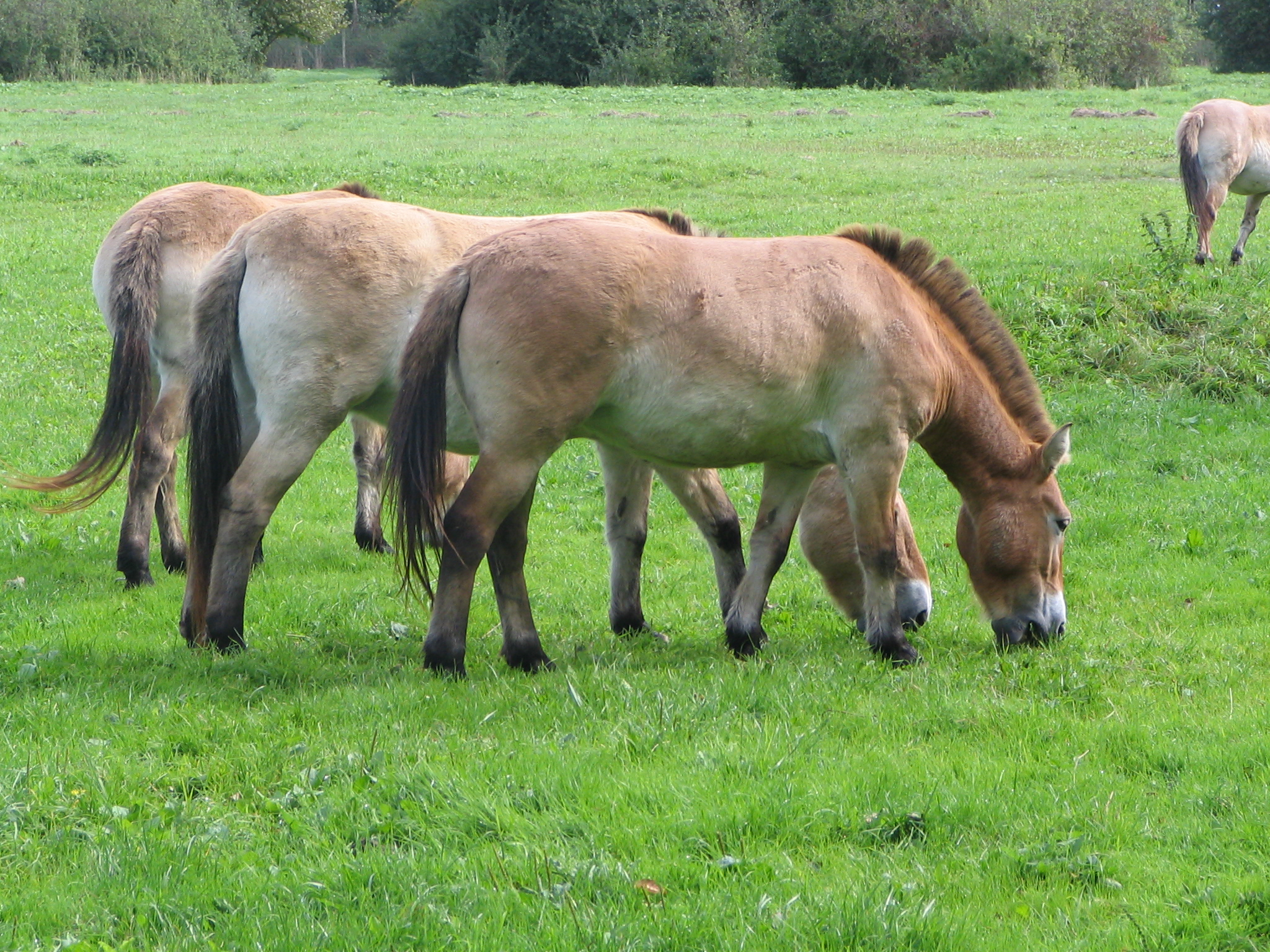
Bay Dun（モウコノウマ）
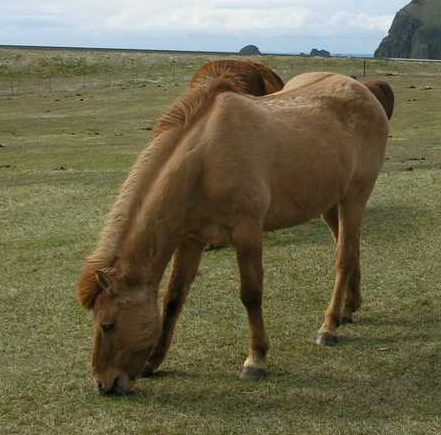
Red Dun
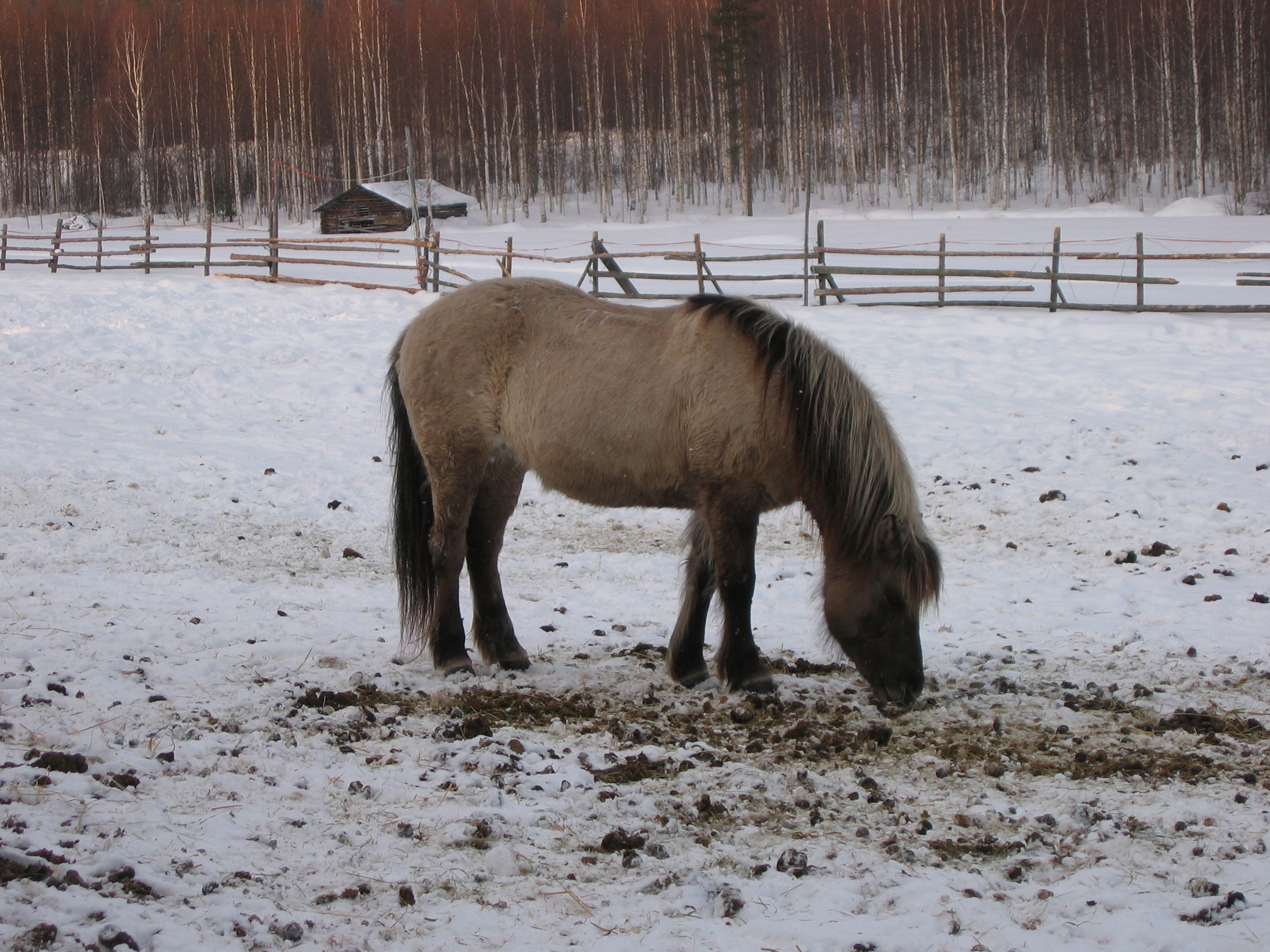
Grulla
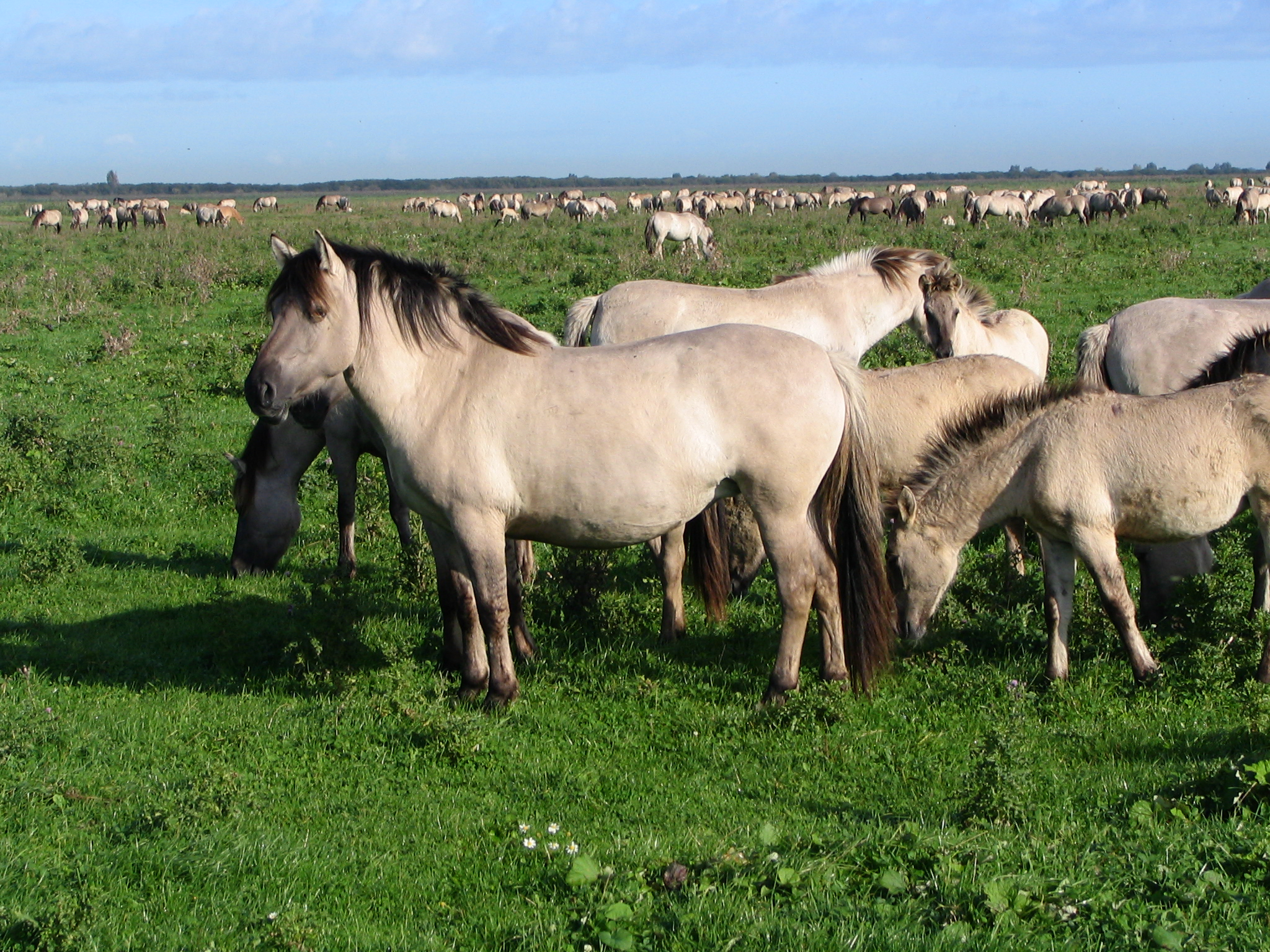
Zebra Dun

白毛（しろげ）
知られている中では最も白い毛色。全身の白い毛と肌が特徴。佐目毛と異なり目は黒や茶色のことが多く、青い目は稀。

### その他希釈遺伝子による効果

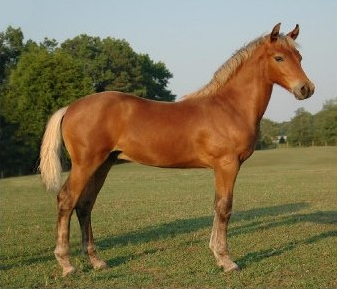
Bay Silver
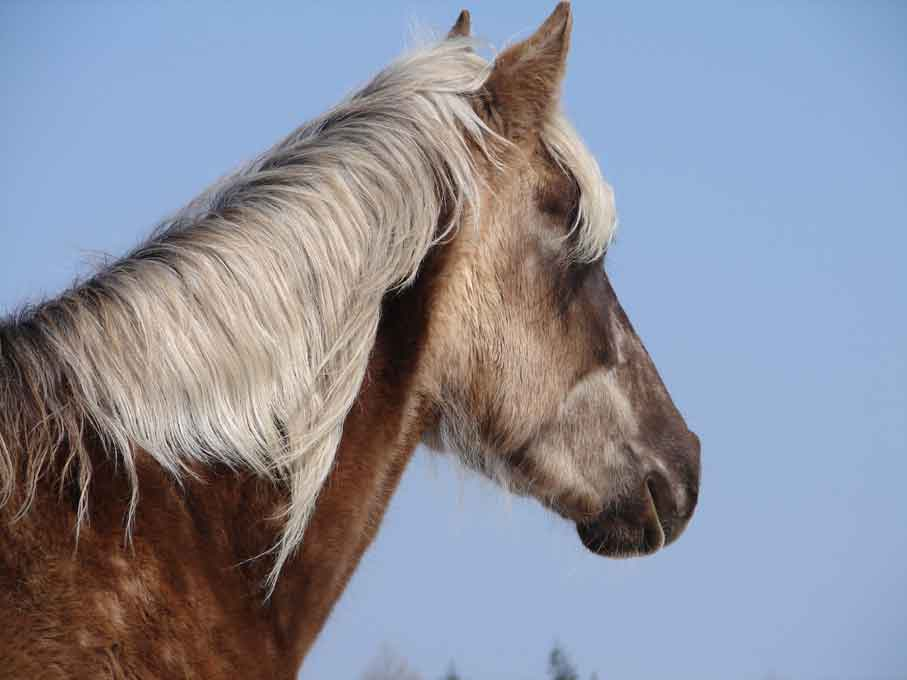
Bay Silver
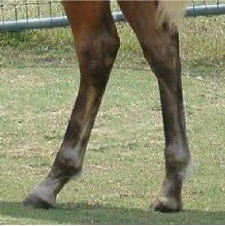
Bay Silverの脚
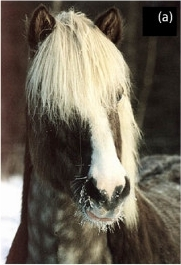
Black Silver

以下の遺伝子による効果は、南北アメリカ大陸や、イベリア半島の馬に稀に見られる毛色である。日本馬事協会の定める毛色に含まれていない。
シャンパン（Champagne）
シャンパン様希釈遺伝子を参照。

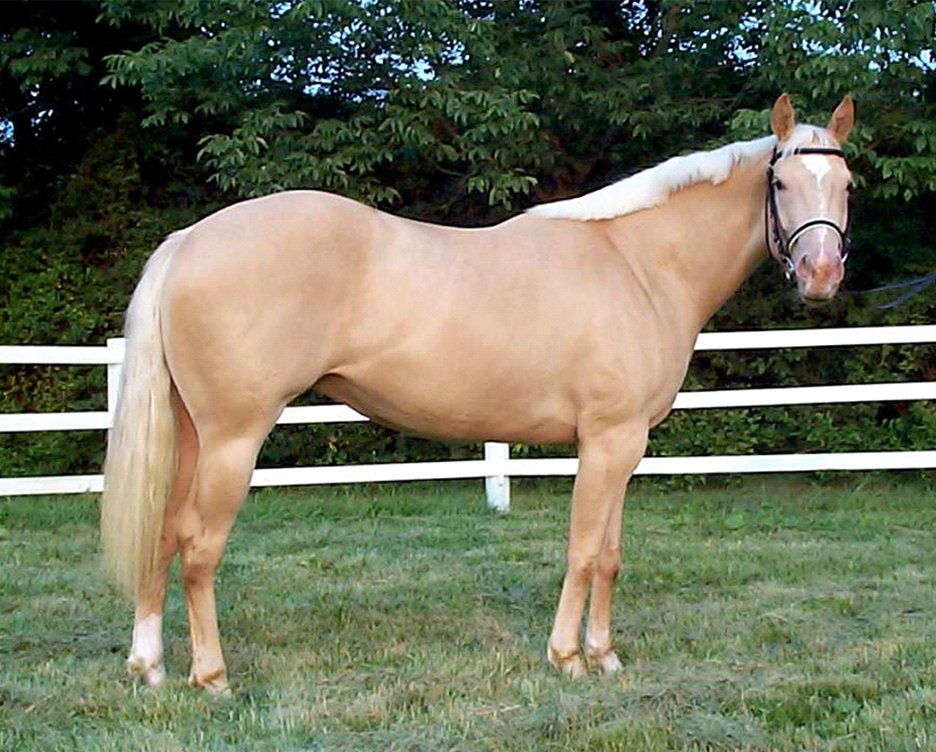
Gold Champagne （栗毛+シャンパン）
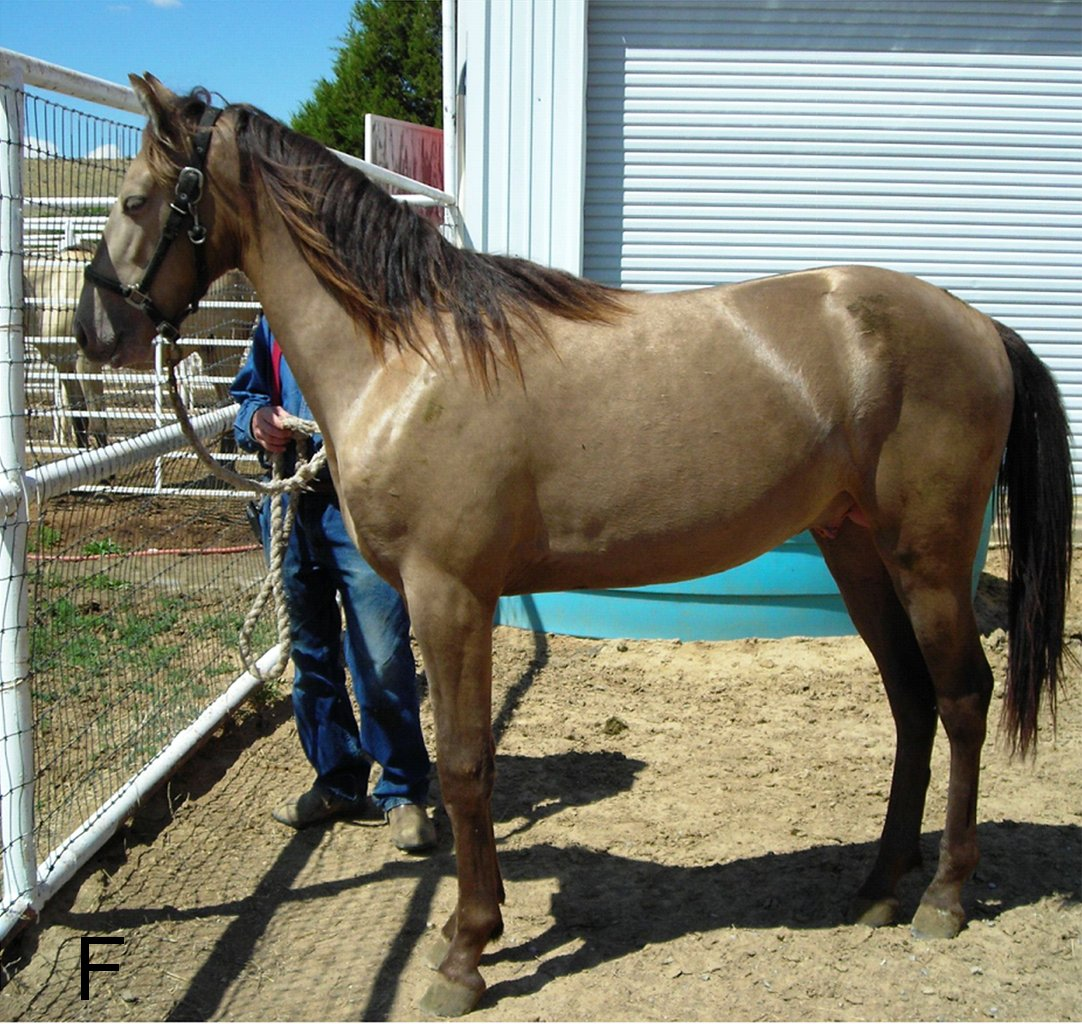
Classic Champagne （青毛+シャンパン）
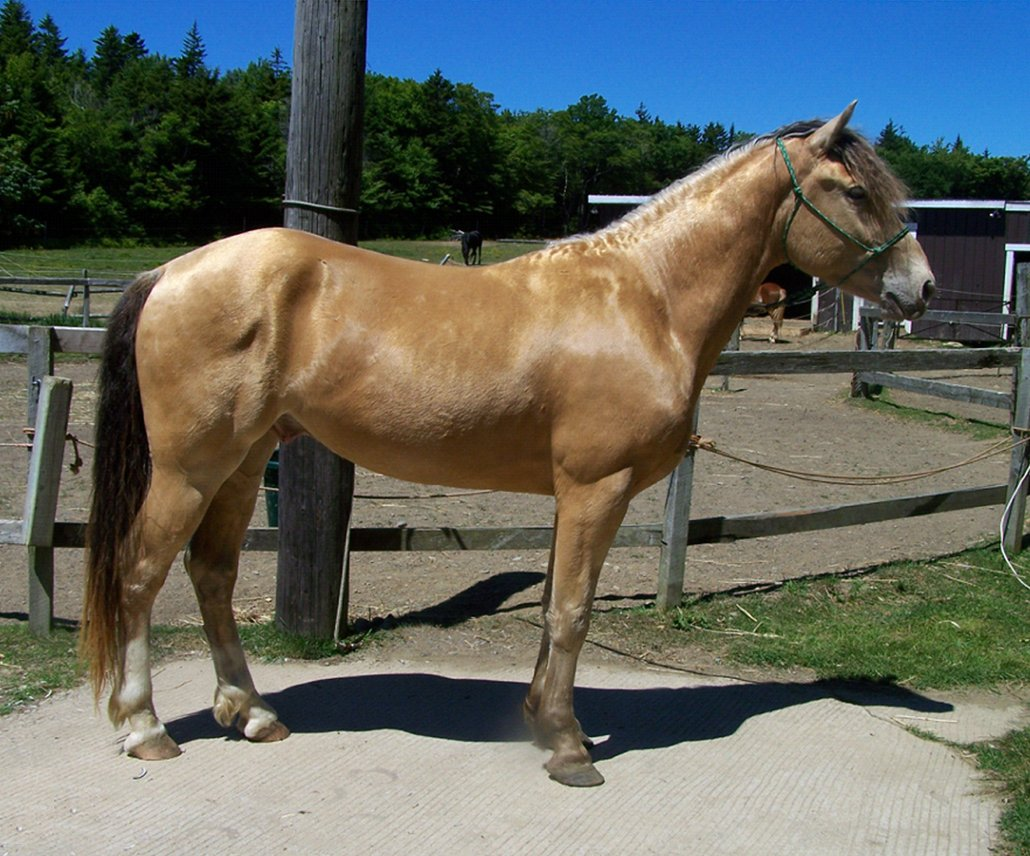
Amber Champagne （鹿毛+シャンパン）
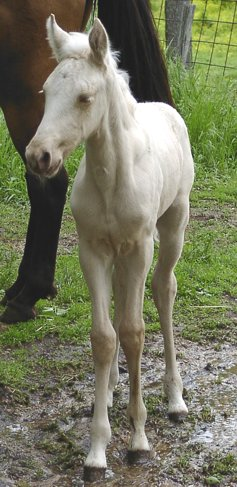
Ivory Champange （月毛+シャンパン）

シルバーダップル（Silver dapple）
シルバー様希釈遺伝子を参照。
- Bay Silver
- Bay Silver
- Bay Silverの脚
- Black Silver

パール（Pearl）
パール様希釈遺伝子を参照。

## 競走馬の毛色

### 日本での表記
サラブレッド種の毛色には栗毛系の栗毛や栃栗毛、鹿毛系の鹿毛、黒鹿毛、青鹿毛、このほかに青毛、芦毛、白毛がある。

### 英語圏の表記
英語圏では、Bay（鹿毛）、Brown（褐色）、Chestnut（栃栗毛）、Grey（灰色）、Roan（糟毛）などに分類される。

## 毛色と疾病のリスク
毛色と疾病の関連性が指摘されることがある。例えば、芦毛馬はメラノーマ（黒色腫）を発症するリスクが高く、リピッツァナー種を用いた統計ではメラノーマの発症や病態の進行との関連性が報告されている。